# Katedrála Nanebevzetí Panny Marie (Siena)

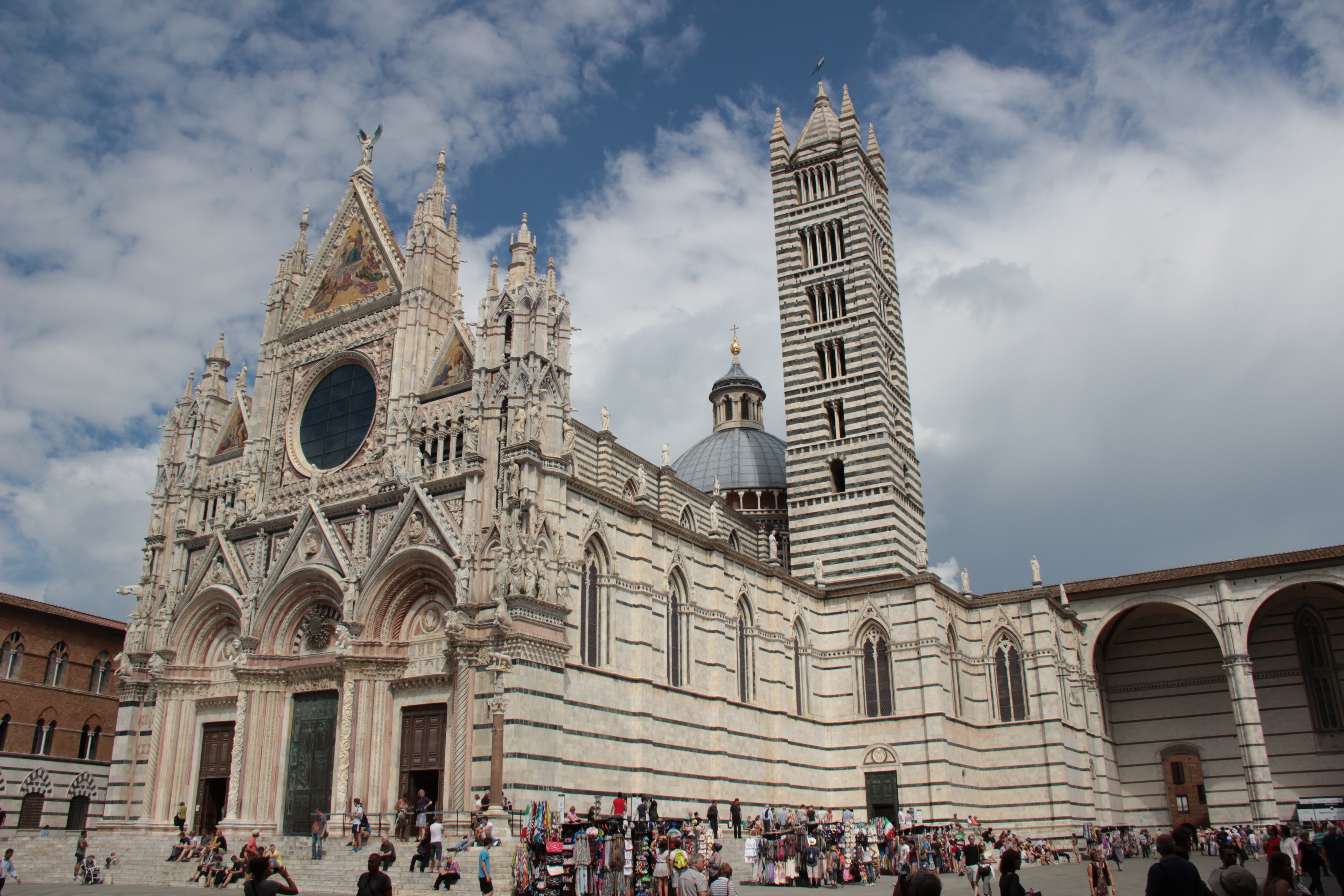
Katedrála v Sieně

Katedrála Nanebevzetí Panny Marie (italsky Santa Maria Assunta nebo Duomo di Siena) je římskokatolická katedrála v Sieně v italském regionu Toskánsko. Trojlodní bazilika se zvonicí byla ve 12. století zasvěcena Panně Marii. Katedrála je vystavěna převážně v italském románsko-gotickém slohu.

## Historie
Již v 5. století zde pravděpodobně stál chrám bohyně Minervy. Malý kostel tu byl od 9. století.

### 1. fáze
Kostelík, který zahrnoval antický chrám, se začal přestavovat a rozšiřovat na baziliku. Ta byla 18. listopadu 1179 vysvěcena papežem Alexandrem III., jenž pocházel ze Sieny. Ve 13. století byl svěřen dohled na stavebními pracemi cisterciáckým mnichům ze San Galgana. V roce 1263 již stál chór s vynesenou kupolí. V blízkosti dómu se nacházel kapitulní sál, refektář a ambit, dále palác biskupa a baptisterium zasvěcené Janu Křtiteli.

### 2. fáze

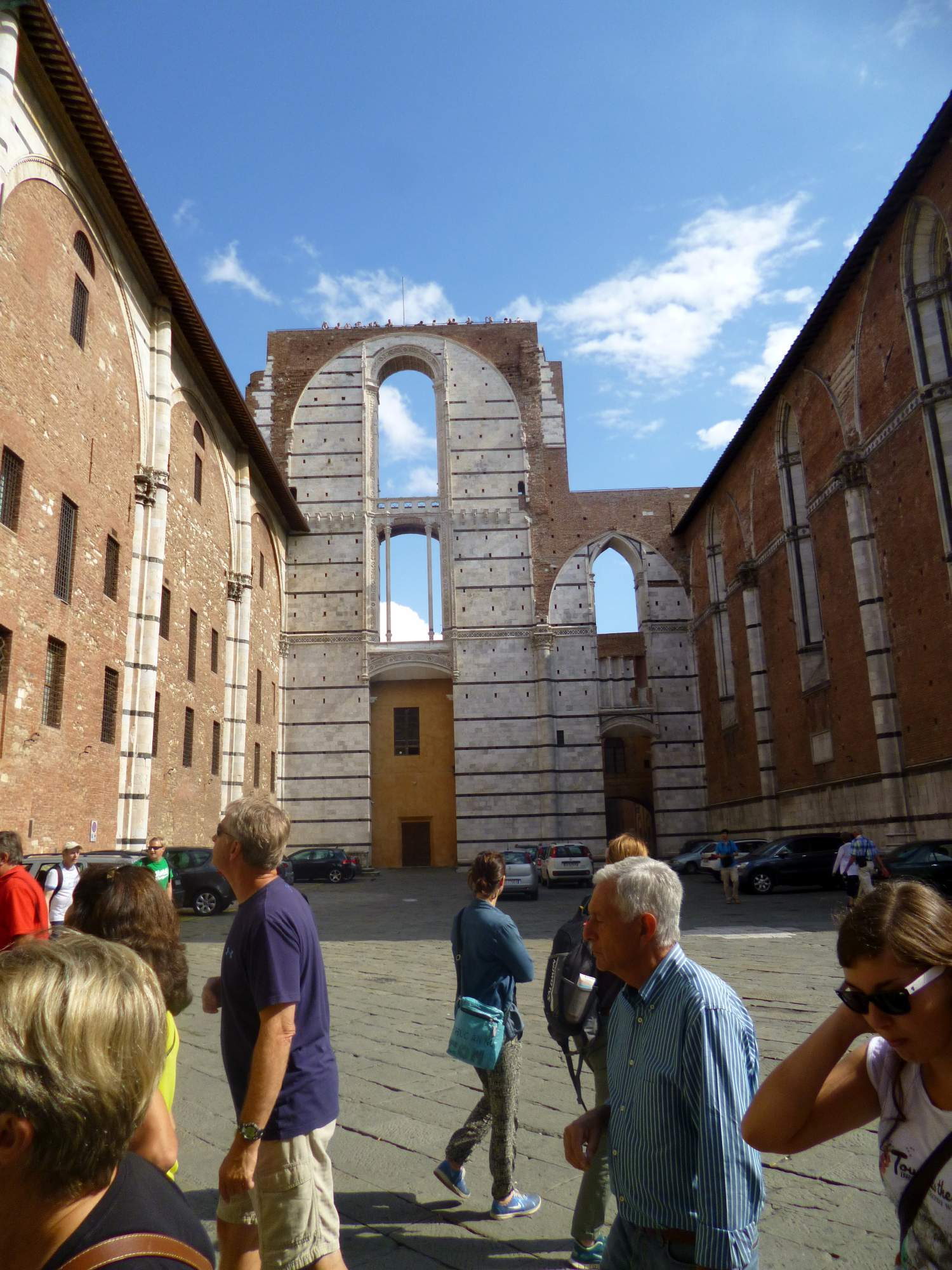
Nedokončena přístavba

V roce 1265 došlo k uzavření smlouvy se sochařem Nicolou Pisanem na novou kazatelnu, která byla určena pro bohoslužby. Nicolu doprovodili i jeho nejbližší spolupracovníci - syn Giovanni Pisano a Florenťan Arnolfo di Cambio a Fra Guglielmo, jejichž rozdílný styl se odrazil i ve vypracování částí kazatelny. Pod dozorem Giovanniho Pisana, který byl od roku 1284 "magister dell’opera", bylo vytvářeno chrámové průčelí, jenž je hlavní dominantou exteriéru dómu. V roce 1297 při kontrole staveniště dómu byl ale zjištěn nepořádek a nešetrné zacházení s drahým materiálem. Žádné tresty nepadly, pouze bylo doporučeno dát vše do měsíce do pořádku. V té době přibližně padesátiletý Giovanni se však rozhodl odjet do Pisy, kde dostal v roce 1301 nabídku vytvořit kazatelnu. Fasáda byla roku 1317 dokončena bez něho. Krátce předtím, v roce 1313, byla dokončena zvonice.
V období kolem roku 1325 byly hlavní loď a boční lodi částečně zaklenuty a katedrála byla téměř po sto letech dokončena.

### 3. fáze
Roku 1339 bylo svoláno shromáždění, aby rozhodnlo o dalších přestavbě dómu kvůli vzrůstajícímu počtu obyvatel. Byl zde přednesen plán („c“) na změnu dosavadní příčné lodi a na vybudování nového trojlodí kolmo ke křížení s kupolí. Výsledné hlasování potvrdilo schválení projektu a začátek přestavby pod vedením sochaře a architekta Giovanniho di Agostina. První úpravou bylo umístění nového baptisteria níž než krypta chrámu, kvůli svažitému terénu. Baptisterium mělo vytvořit základ nového transeptu. To zapříčinilo objevení statických problémů celé stavby, kde hlavním důvodem bylo nedostatečné navržení základů a tloušťka pilířů, které nebyly přizpůsobené výšce chrámu a propojení původní a nové výstavby. Hrozilo zřícení kupole, proto byla výstavba pozastavena. Další nečekanou událostí, která rozhodla o osudu nového plánu dómu, byla morová epidemie v roce 1348. Práce byly pozastaveny až do roku 1357. Poté vedl stavbu chrámu až do roku 1370 Domenico di Agostino.

### Další fáze

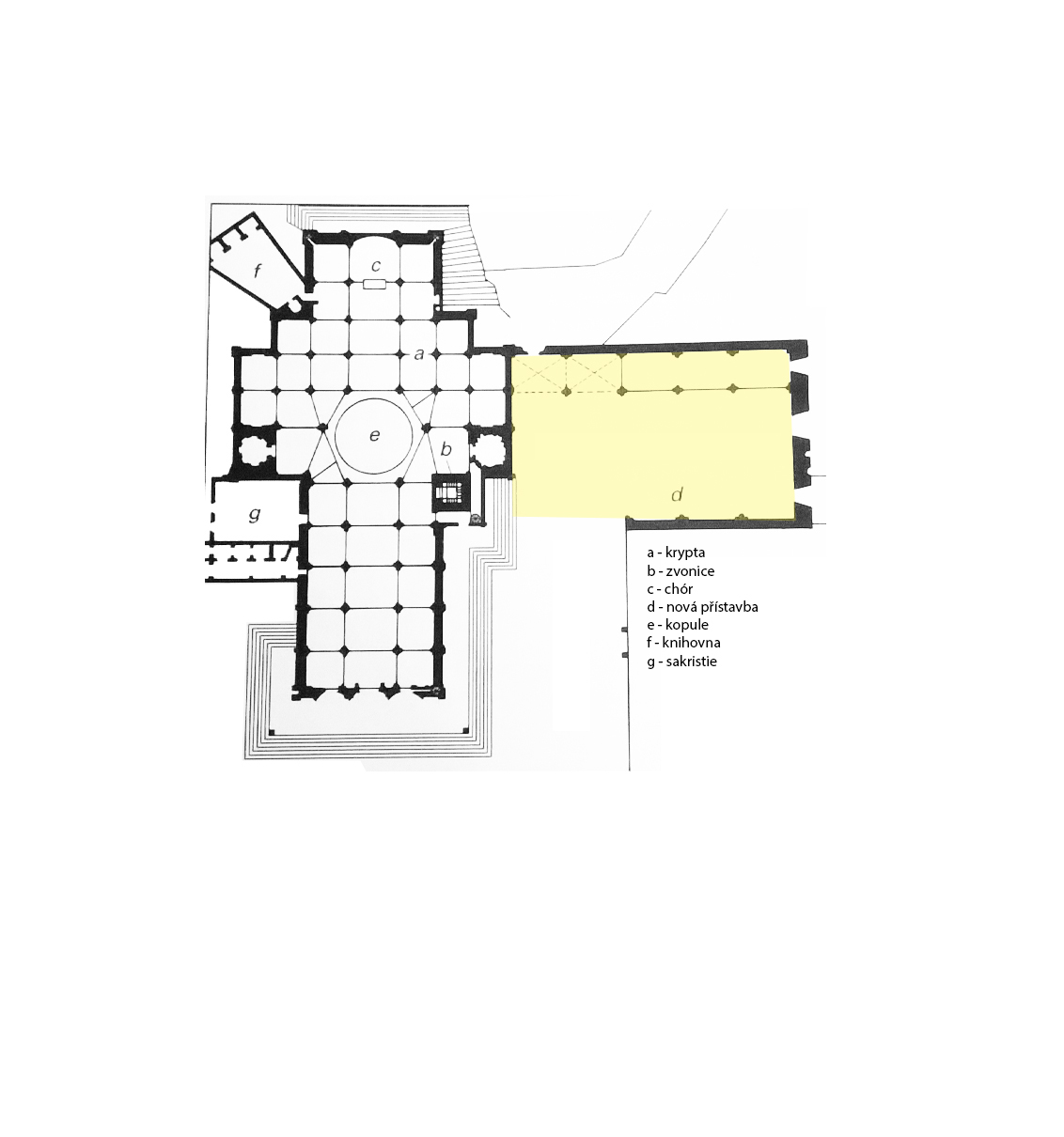
Půdorys katedrály

Další úpravy proběhly až v 15. století. Později byla katedrála barokizována a také v 19. století regotizována, od té doby si svůj vzhled zachovala.

## Exteriér - stručný popis

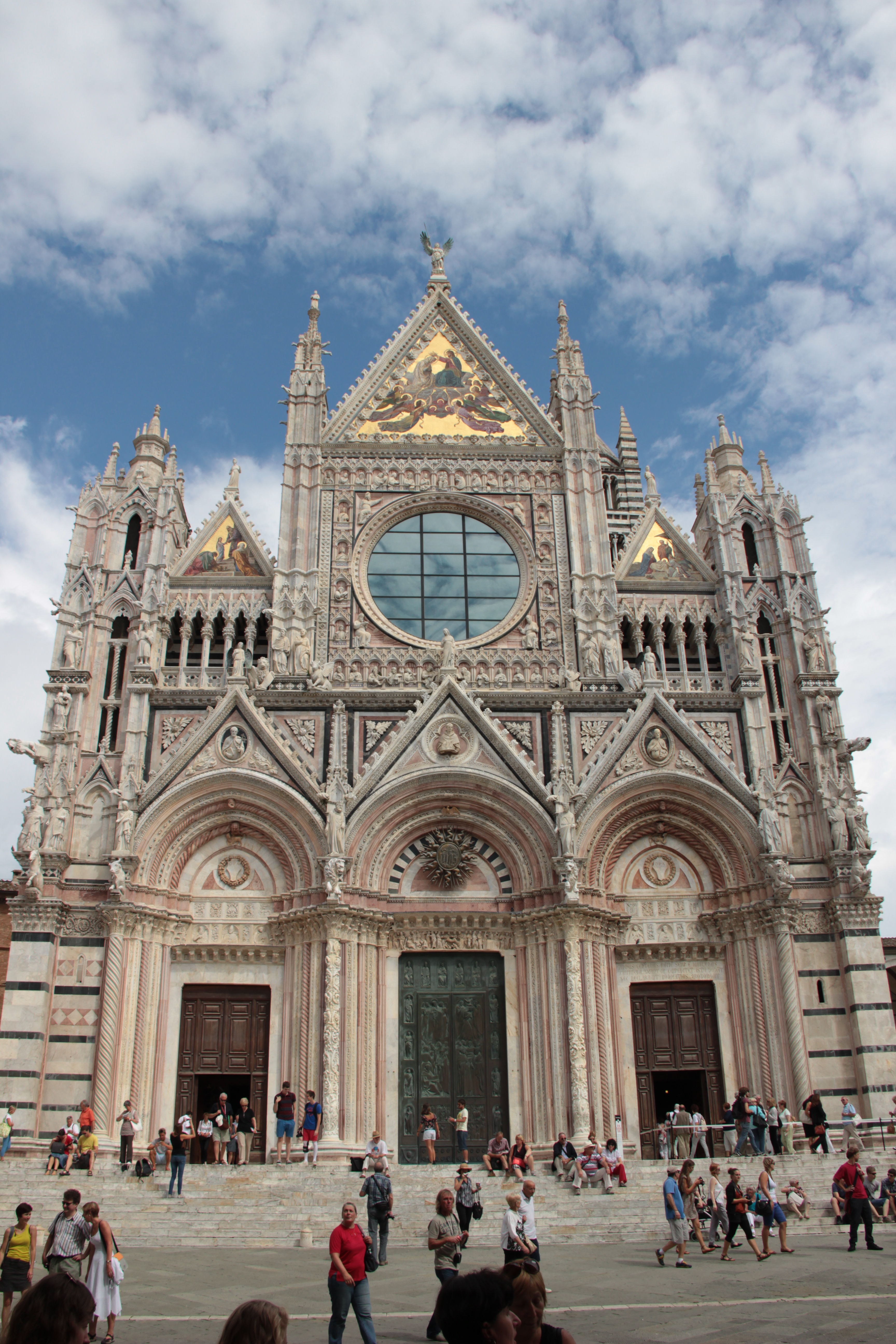
Západní průčelí

Dóm se stal dominantou města díky své velikosti. Dóm je složen z trojlodní baziliky s transeptem, kde je uprostřed křížení vystavěna kupole. Součástí chrámu je také 77 metrů vysoká zvonice, která je zapuštěná v boční pravé lodi. Nosný stěnový systém stavby je z kamene.
Vstup do katedrály je portály západního průčelí, které je zčásti dílem sochaře Giovanniho Pisana. Hlavní loď je vyšší než boční lodi, tím vzniká možnost bazilikálního osvětlení pomocí oken zakončených lomeným obloukem. Okna hlavní lodi jsou zapuštěna do střechy boční lodi.
Mezi okny jsou připojeny pilíře, které pomáhají roznášet tlak klenby. Na vrchní části každého pilíře je umístěna socha. Okna na bočních lodí jsou zdobnější než okna hlavní lodi. Všechny okna bočních lodí jsou zakončená trojúhelníkovým prvkem tympanonem a pod dolní části oken je římsa. Na fasádách lodí vidíme vodorovné tmavé linie, které tvoří velice specifickou dekoraci celého dómu. Obložení se skládá z bílého mramoru („marmo bianco“) pocházející z oblasti Montagnola a černého mramoru („marmo nero“) pocházející z oblasti Vescovadi. V hlavní lodi jsou linie menšího rozestupu, než je tomu u bočních lodí. Hlavní loď je zastřešená sedlovou střechou. Vedle katedrály vpravo od západního průčelí se nachází nedostavěné průčelí a další prvky plánované přístavby dle plánů kolem roku 1339, kdy se měl chrám zásadně zvětšit. V plánu bylo změnit hlavní loď a boční loď na transept nové přístavby. Proces ukončila morová epidemie. Podařilo se vystavit pouze náznak nové pravé boční lodi a zaklenout dvě pole křížovou klenbou. Zdi a pilíře nové přístavby jsou zděné z cihel a následně obloženy mramorem.

### Západní průčelí
Západní průčelí částečně vytvořil sochař Giovanni Pisano. Zadání mluvilo jasně: „Vytvoření brány se třemi portály a zároveň postavit ohromující kulisu pro církevní slavnosti a procesí odehrávající se na náměstí před chrámem.“ Pisano se nechal inspirovat jak antikou, tak francouzskou gotikou, kdy se snažil o vzájemné sloučení odlišných prvků. Průčelí je tvořeno třemi hlavními ústupkovými portály zakončenými archivoltami a ohraničenými tordovanými dříky a oddělenými fiálami. Průčelí je z obou stran obklopeno dvěma zapuštěnými věžemi doplněnými vimperky, chrliči a sochami, které znázorňují postavy ze Starého zákona. Nad portály můžeme vidět galerii s gotickými detaily. Uprostřed horní části průčelí se nachází kruhové okno s vitráží, které z exteriéru působí jako odrazné sklo a z interiéru jsou zde vytvořeny sklomalby výjevů ze života Panny Marie. Průčelní fasáda je završena v různých výškách atikovými štíty s mozaikami. V prostředním, nejvýše umístěném, je znázorněná Panna Marie s malým Kristem. Tyto mozaiky v letech 1877–1878 znovu vytvořili Luigi Mussini a Alssandro Franchi. Celé průčelí je zdobeno sochařskou výzdobou apoštolů, Kristovou rodinou, evangelistů a patronů města Sieny. Na průčelí je lehce porušený souvislý průběh svislých prvků.

### Zvonice

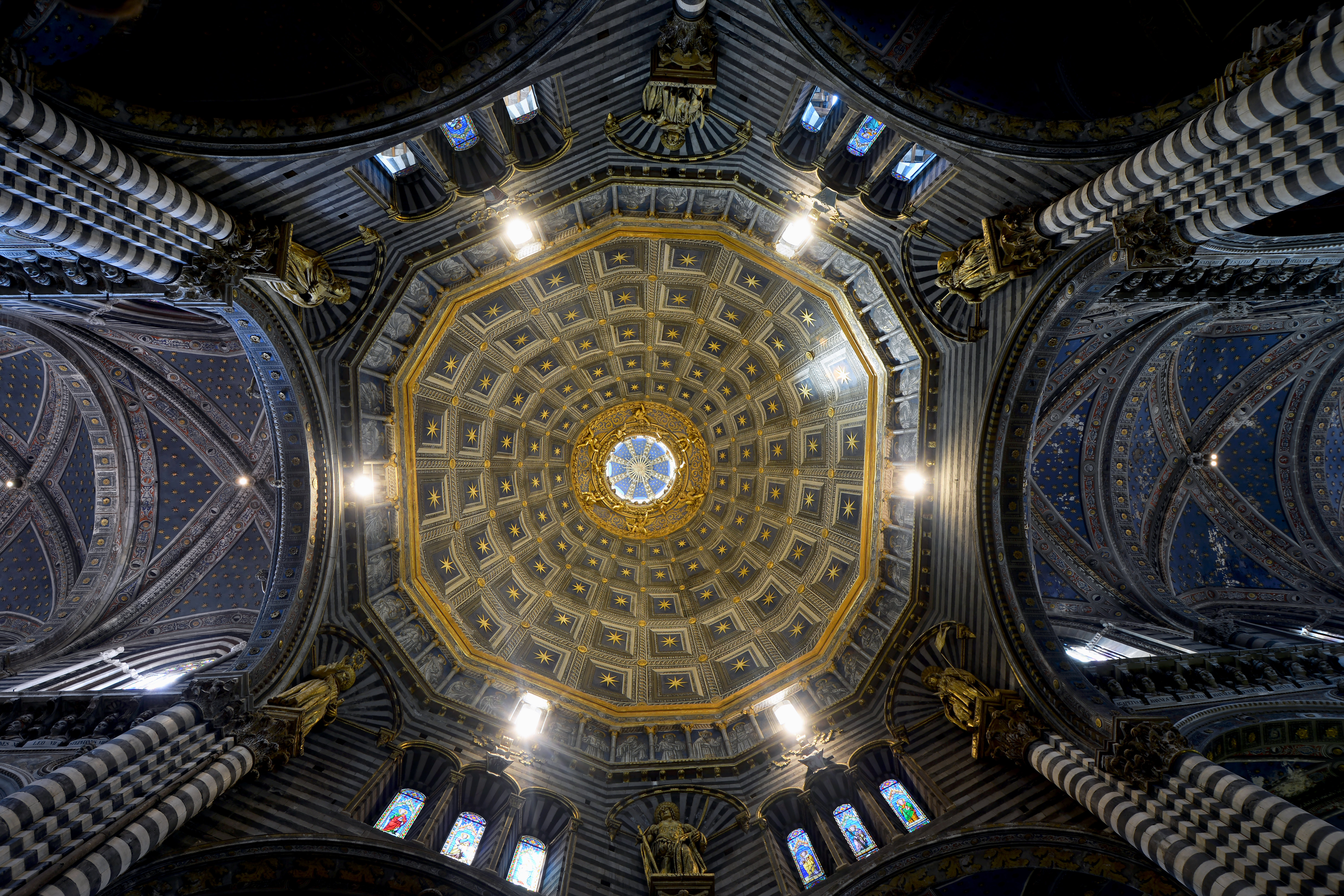
Pohled na kupoli z interiéru

Napravo od hlavní lodi je zapuštěna zvonice se sdruženými okny, jejichž počet se směrem nahoru zvyšuje. Zvonice je rozčleněná do jednotlivých podlaží. Zvonice je zakončena čtyřmi malými nárožními věžičkami.

### Kupole
Kupole se nachází uprostřed transeptu. Kupole byla vystavěna z cihel a dokončena byla roku 1263. V dolní části kupole vidíme trpasličí galerii končící v stěnách hlavní lodi. Nad touto galerií se nachází další galerie, která je poněkud menší a obíhá kolem celého obvodu kupole. Kupoli zakončuje lucerna, na které je připevněný zlatý kříž. Lucerna sem byla zasazena až o několik století později (1667).

## Interiér - stručný popis

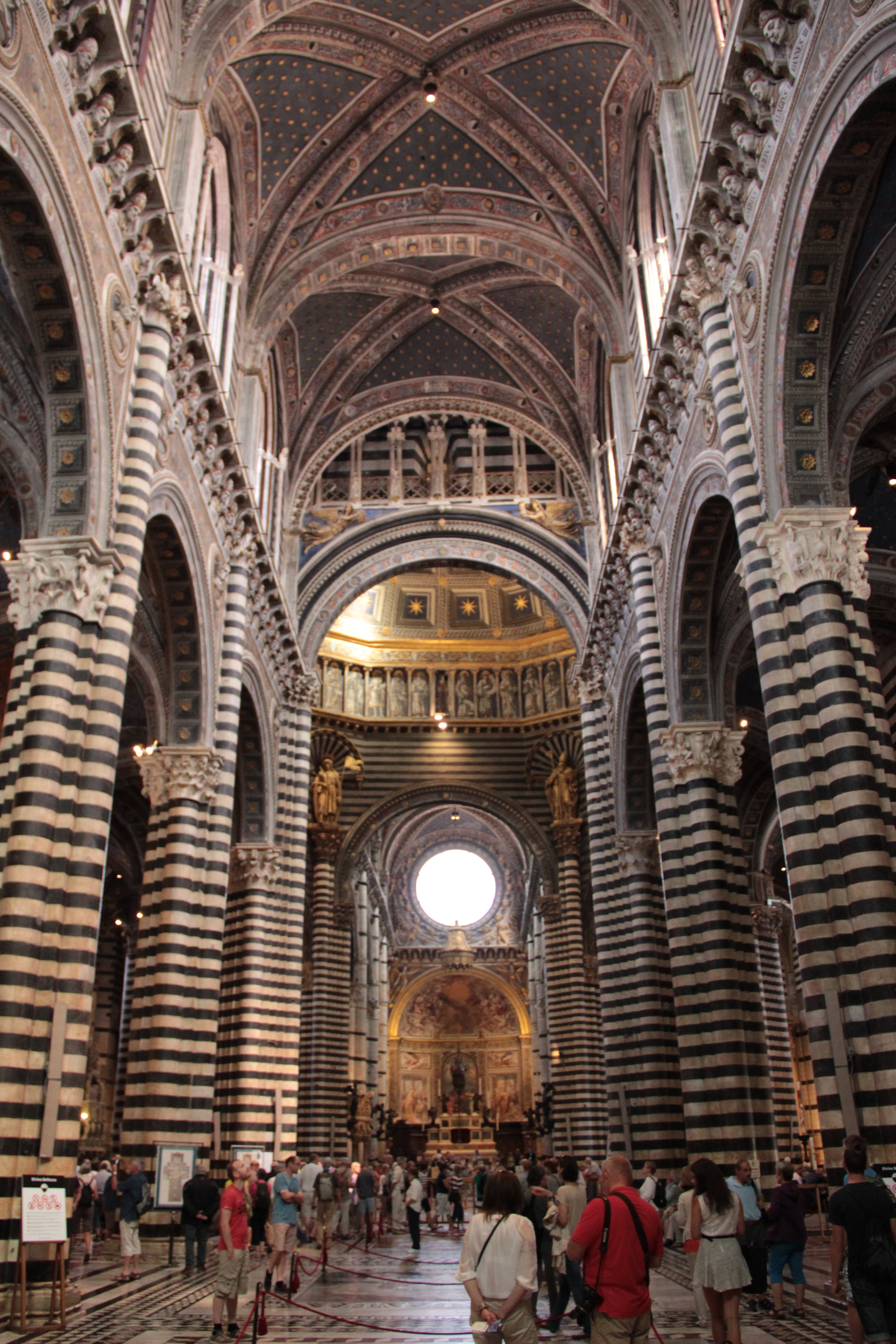
Interiér

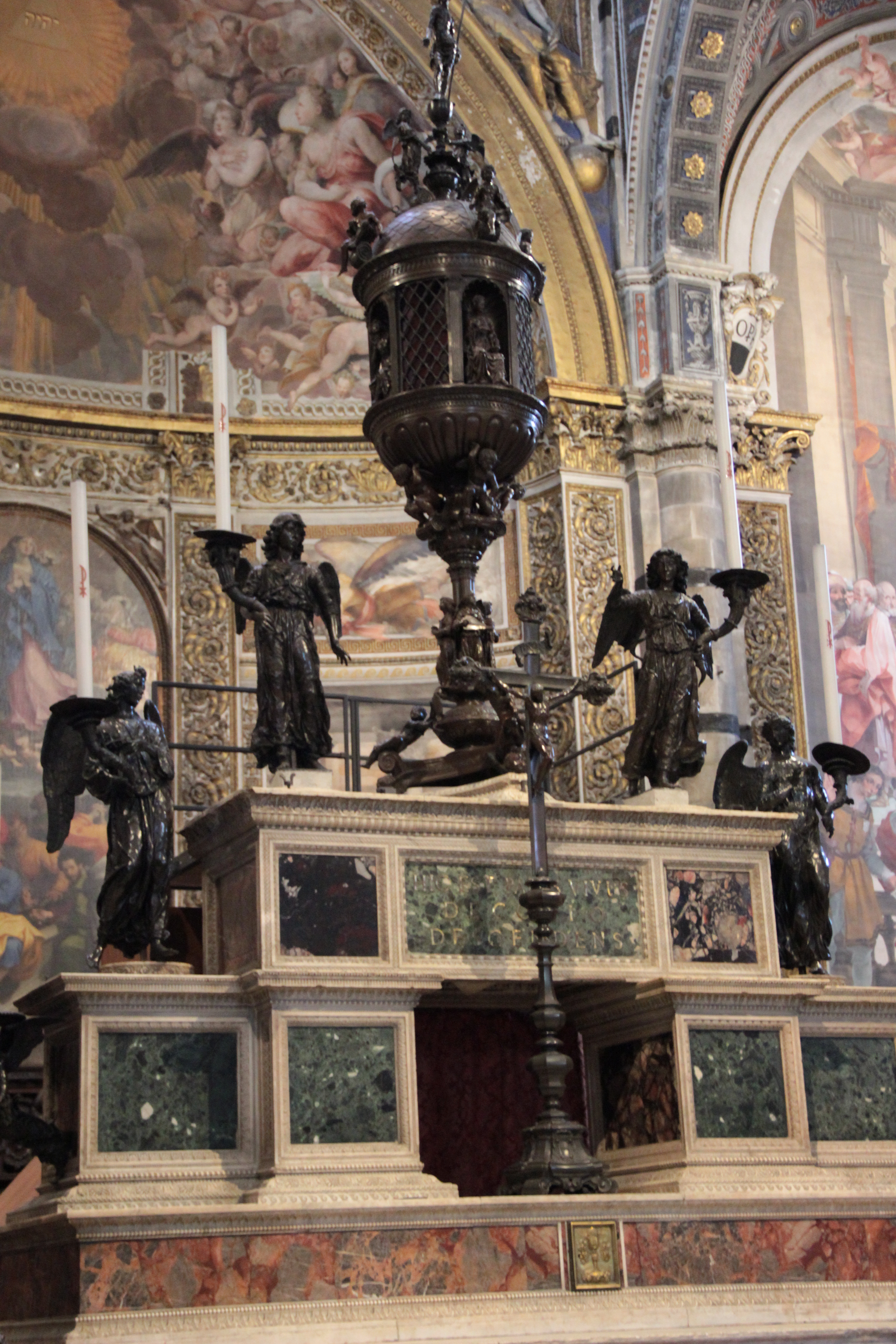
Svícen

Hlavní dominantou interiéru je stejně jako u exteriéru zebrovitý černobílý obklad, který se nachází zejména na pilířích. Černá a bílá barva jsou znakem Sieny. Dóm se skládá z trojlodí. Přední část hlavní lodi má na obě strany vždy po pěti polích a zadní po 4. Boční lodi jsou nižší jednopatrové. Křížová klenba se vyskytuje ve všech polích. Klenba je vyzděná z cihel. Okna jsou členěna gotickou kružbou do tří částí. Pilíře oddělující boční lodí nesou žebrovou křížovou klenbu, jejíž líc je ve všech polích vyplněna výzdobou. Hlavice pilířů jsou korintského řádu a jejich dolní ukončení je pomocí stupňovitých patek. Klenební pásy a výseče jsou vyplněné malbou připomínající noční nebe. Po celé délce hlavní lodi se táhne římsa, která je nesena 104 krakorci, z níž 22 je ve formě lidských a zvířecích hlav.
Pod touto římsou mezi krakorci je připevněno 172 bust papežů a 36 králů.
Oblouky mezi pilíři jsou archivoltou. Ze spodní části je oblouk vyložen kazetovým vzorem. V západním i východním průčelí se nachází kruhová okna zasklená barevným sklem a umístěná naproti sobě. Kuhová okna jsou po bocích dekorována plastickými motivy znázorňujícími trsy ovoce. V bočních lodích se nachází edikuly, které tvoří zákoutí pro obrazy, a díky své plastičnosti obrazy zvýrazňují a udávají jim důležitost. Edikuly jsou vyzdviženy sloupy s korintskými hlavicemi. Uprostřed transeptu se nachází kupole. V prostoru pod kupolí stojí kazatelna od Nicola Pisana. Podlaha pod kupolí je tvořena šestiúhelníkem vyloženým z barveného mramoru z Aquánských Alp, jenž se skládá z pětiúhelníků. Dekorace této části podlahy je zcela odlišná od podlahy jinde v chrámu, která je zdobena centrálními obrazci, které znázorňují symboly státu, jako například vlčice a jiné, lemovanými do čtverce.

### Chór
Chór se nachází ve východní části objektu. Od hlavní lodi je oddělen transeptem. Horní část chóru obsahuje několik oken po pravé a levé straně a propouští světlo do chóru. Kruhové okno umístěné v průčelí chóru bylo instalováno roku 1369.
V chóru jsou pilíře odlišené pomocí hustoty vodorovných prvků z černého mramoru. Nástěnné malby v chóru jsou dílem Venturiho Salimbeniho. Dominantou chóru je oltář, původní retábl byl vytvořen malířem Ducciem di Buoninsegnou, zakladatelem sienské malířské školy. Do dómu byl slavnostně přenesen roku 1299. Dnes se jeho části nacházejí v muzeu dómu, neboť byl počátkem 16. století nahrazen. Na levé straně chóru je vstup do Piccolominiho knihovny.

### Kazatelna

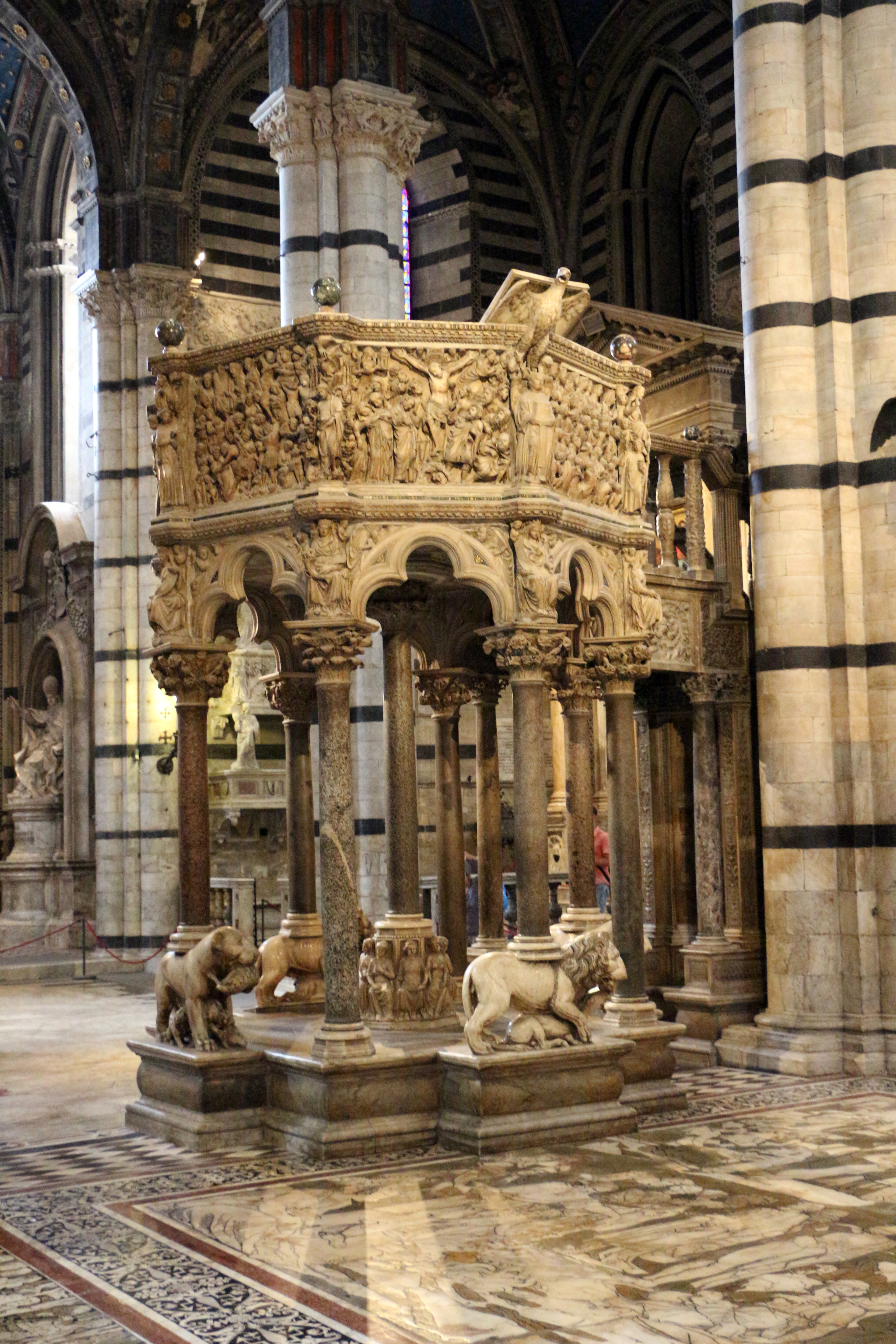
Kazatelna

Uvnitř katedrály se nachází kazatelna vytvořená v letech 1265–1268 Nicolou Pisanem a jeho žáky. Sloupová kazatelna je vytesaná z mramoru a je zdobená výjevy Ježíše, jak vyučuje, či Panny Marie s dítětem.

#### Nejvýznamnější sochaři, malíři a jejich díla
- Jeden z hlavních malířů katedrály byl Duccio di Buoninsegna, podle jeho návrhů byly vytvořeny vitráže oken a obrazy hlavního oltáře.
- Obraz Madonna del Voto, které se nachází v kapli Panny Marie, vytvořil malíř Dietisalvi di Speme.
- Malíř Pinturicchio se podílel na nejvíce zdobené části katedrály a tou je Piccolominiho knihovna. Na stěnách je znázorněn život papeže Pia II., fresky pochází z let 1505 a 1507.
- V roce 1535 byl pověřen malíř Domenico Beccafumi s pomocí Marca Pina vyzdobit nástěnnými malbami apsidu.
- Dále v presbytáři se nachází 4 velké nástěnné fresky od Venturiho Salimbeniho, který podepsal kontrakt v roce 1607. Také oltářní obrazy jsou významným dílem místních malířů, jako například Carlo Maratta, Mattia Preti a jiných.[1]
- V katedrále jsou další sochařé práce od významných sochařů: například Michelangelo Buonarroti vytvořil sochu svatých Petra a Pavla, papeže Pia a svatého Augustina, sochař Donatello vytvořil sochu Jana Křtitele, Giuseppe Mazzuoli sochy apoštolů na pilířích.

## Zajímavosti
- Před svou korunovací navštívil Sienu i syn Karla IV., Zikmund Lucemburský, který zde pobýval 10 měsíců. Tato událost se objevila i ve výzdobě katedrály.
- Dnes část katedrály - Duomo Nuovo slouží jako muzeum, ve kterém se nachází výstavní prostory, pro cenné listiny, knihy a malby Sieny. Na plánované nové průčelí se dá po úzkých schodištích vystoupat nahoru, a možnost mít výhled jak na celou katedrálu, tak na celou Sienu.

## Galerie

### Exteriér

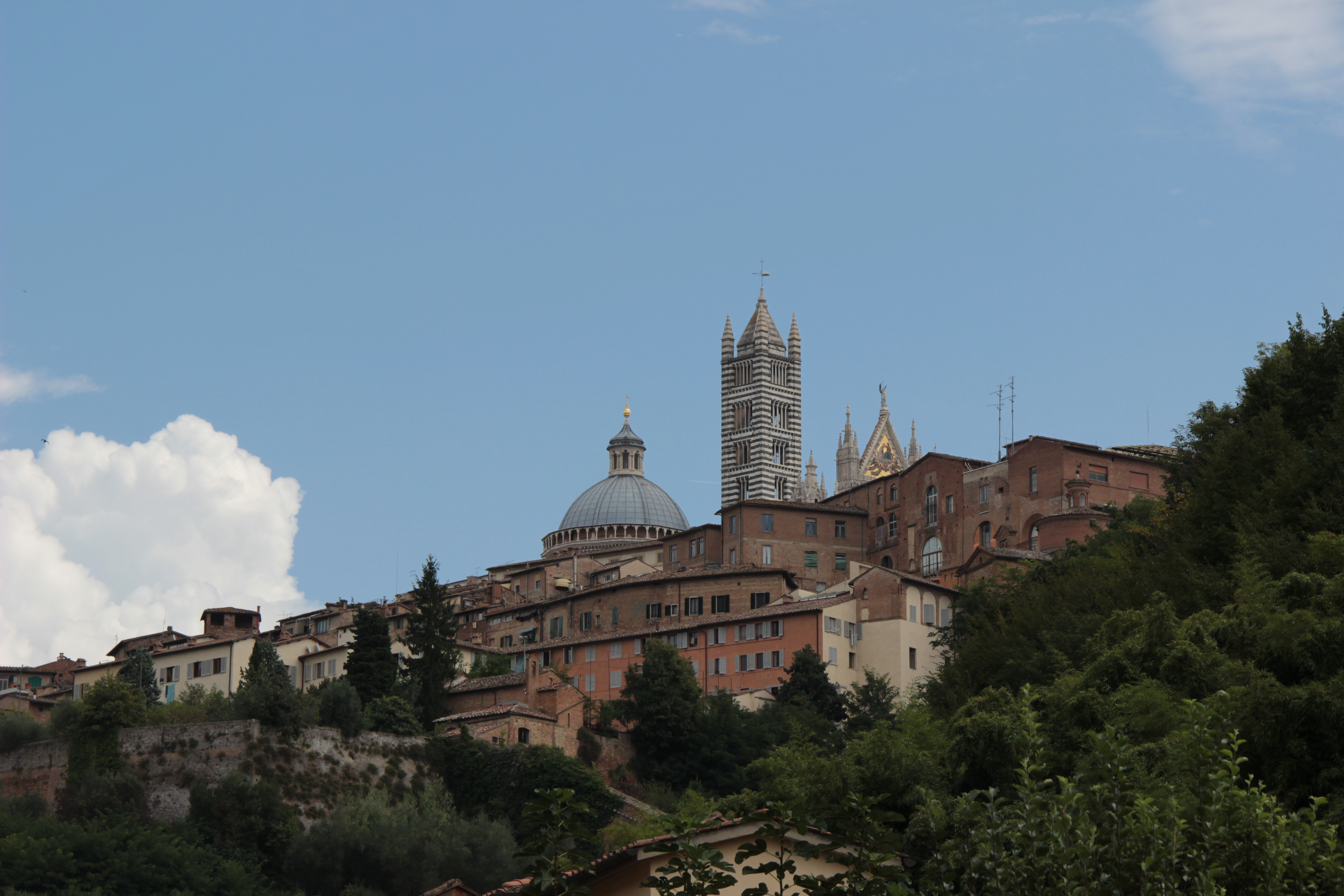
Pohled na město
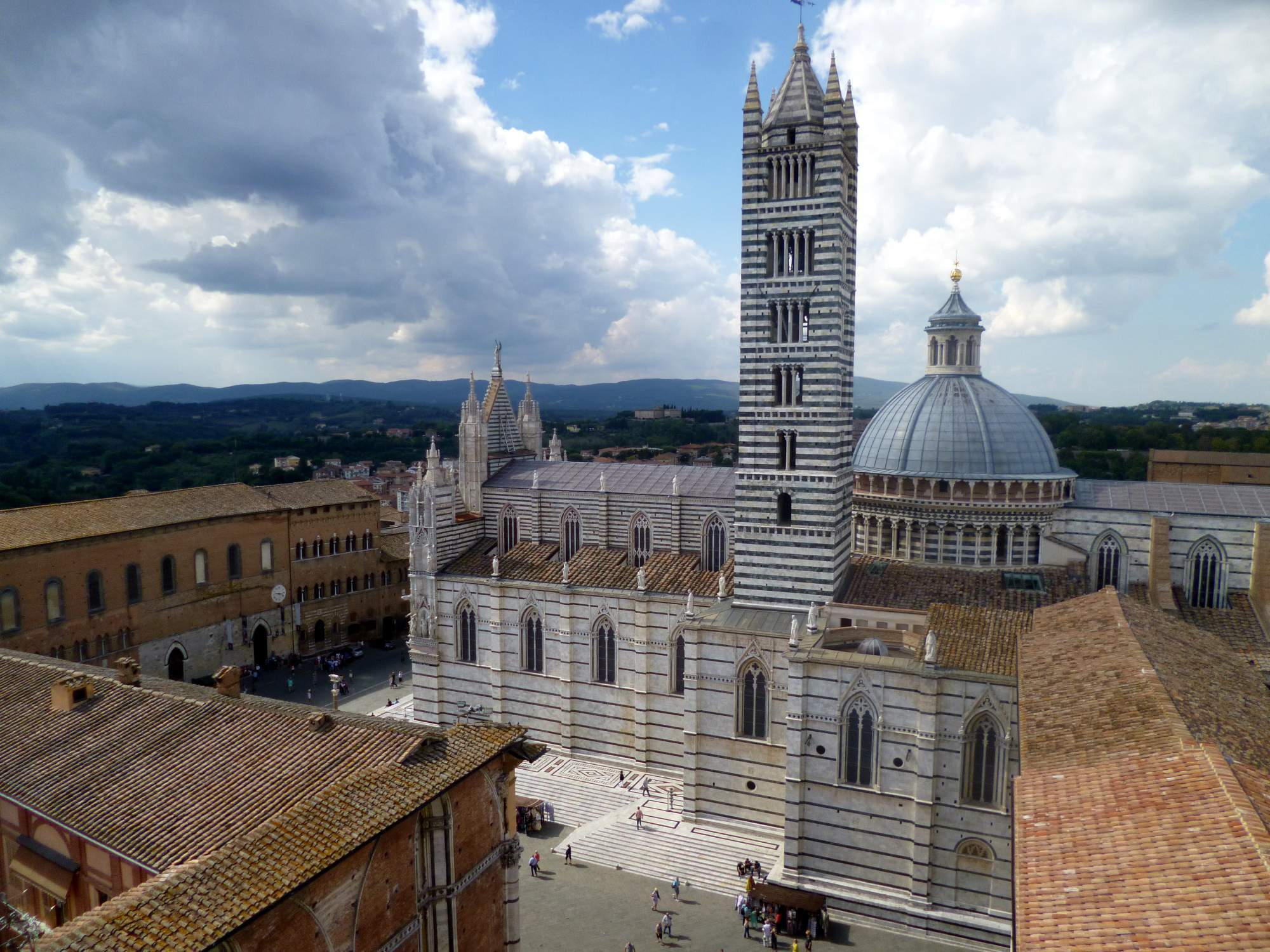
Katedrála
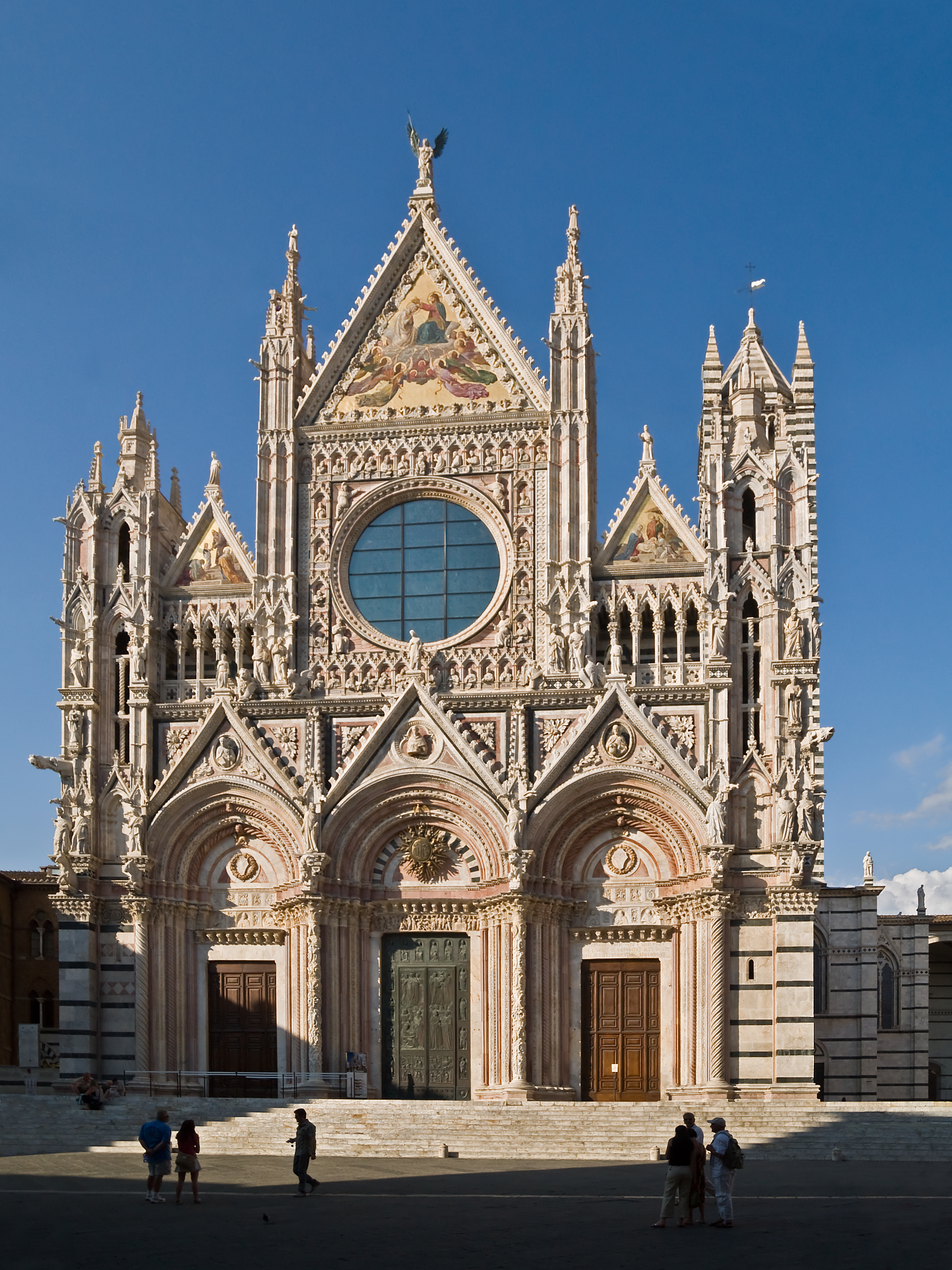
Průčelí katedrály
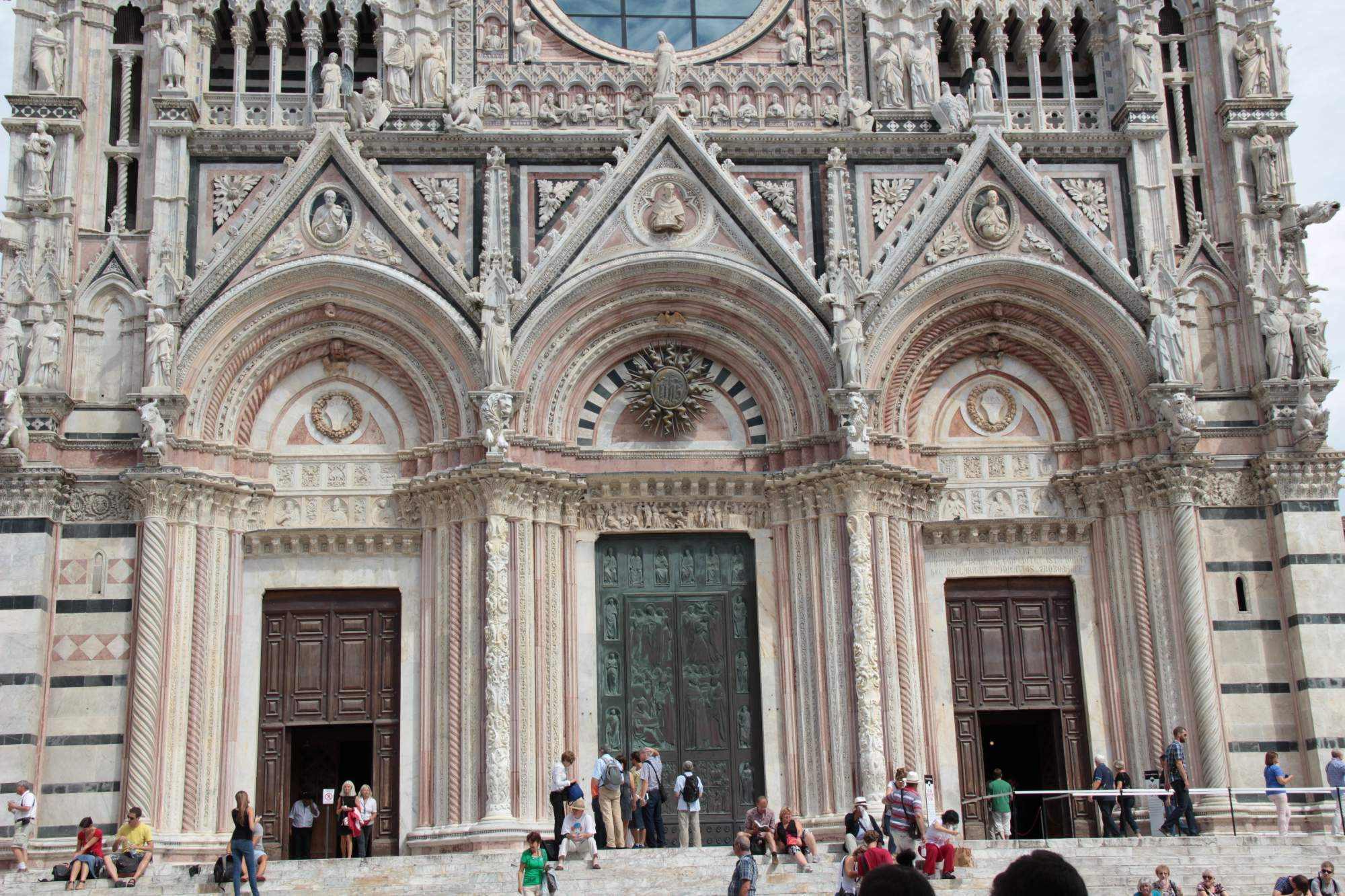
Vstupní portály
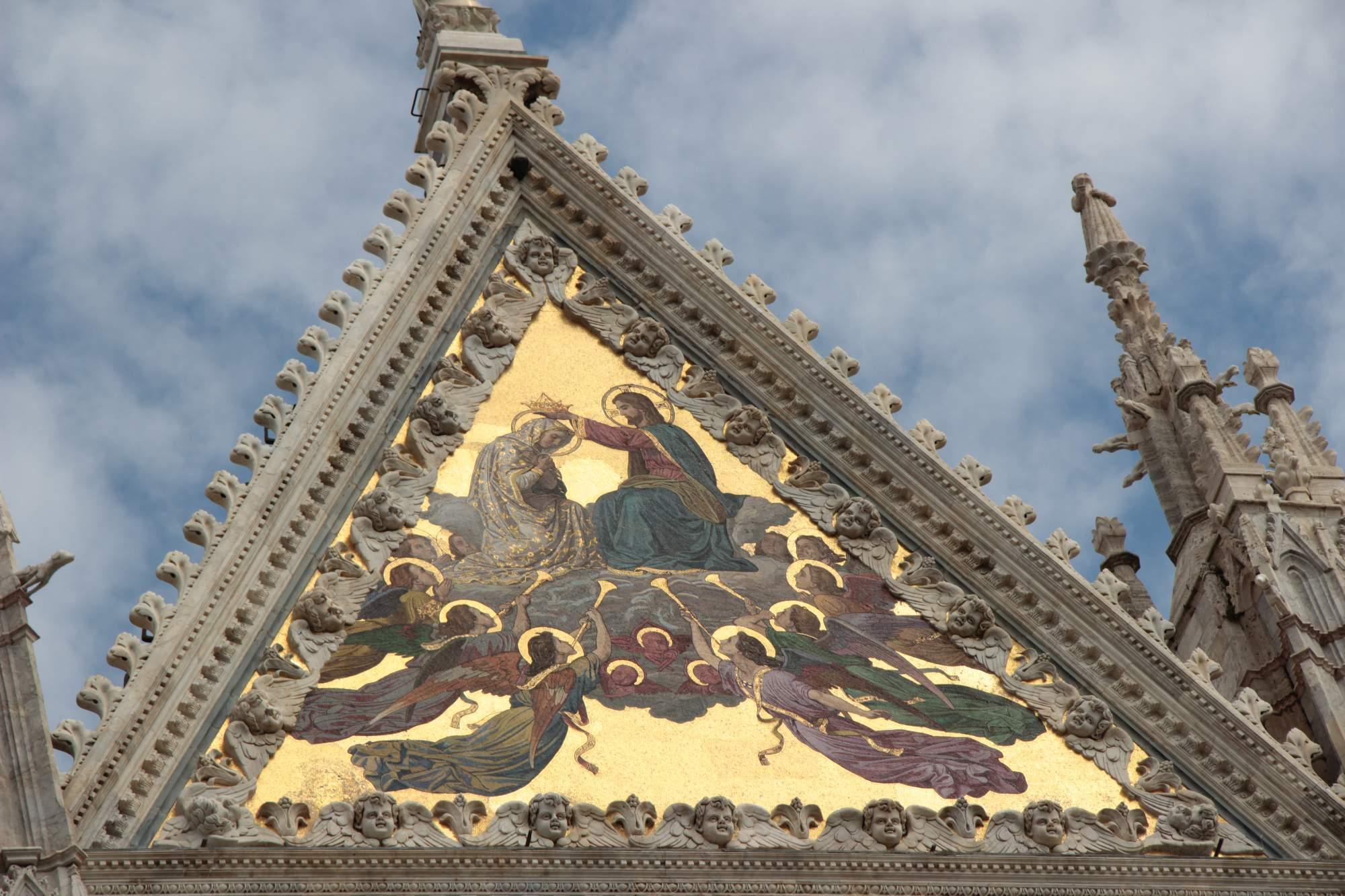
Hlavní mozaika na západním průčelí
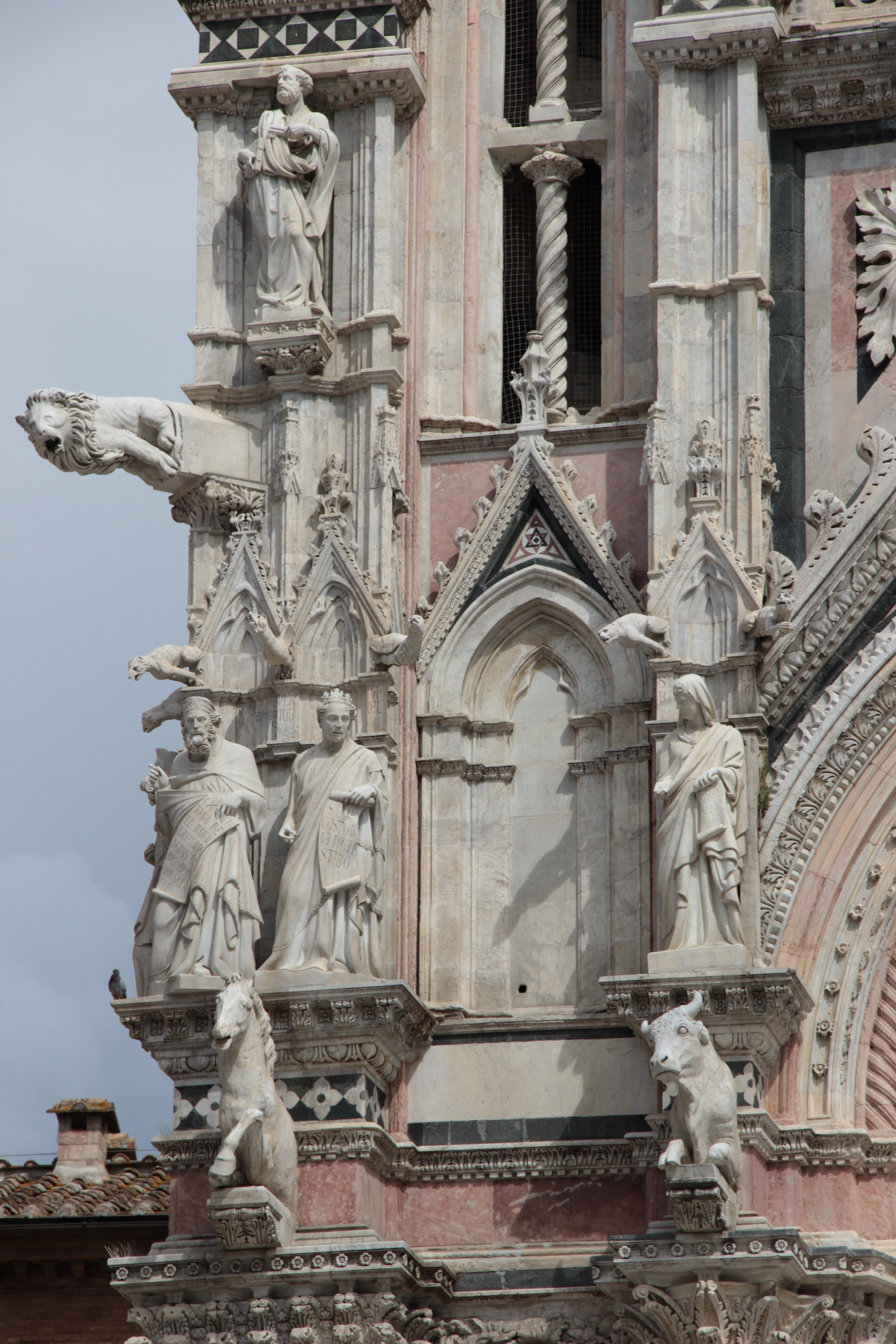
Chrlič na západním průčelí
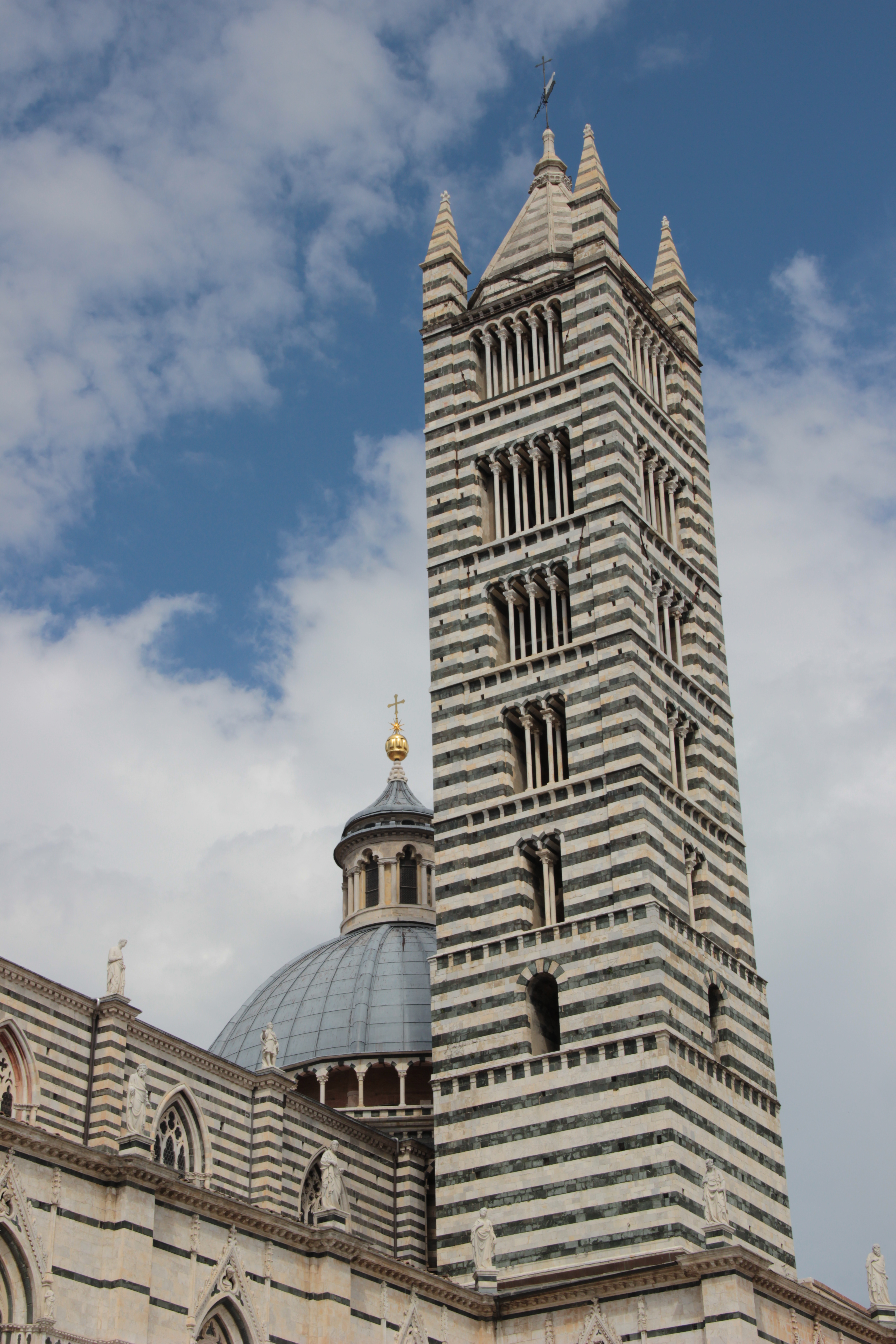
Zvonice
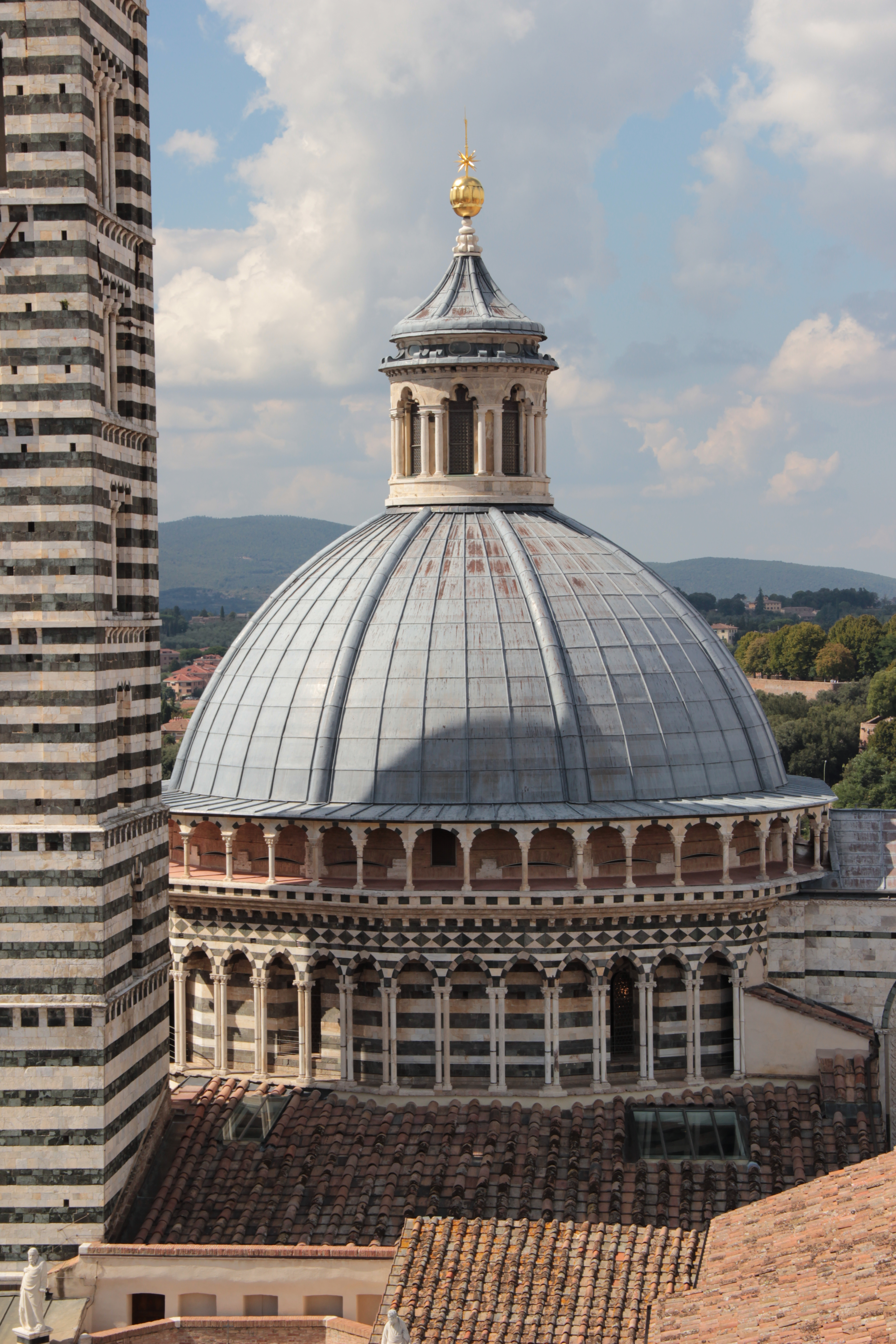
Kupole
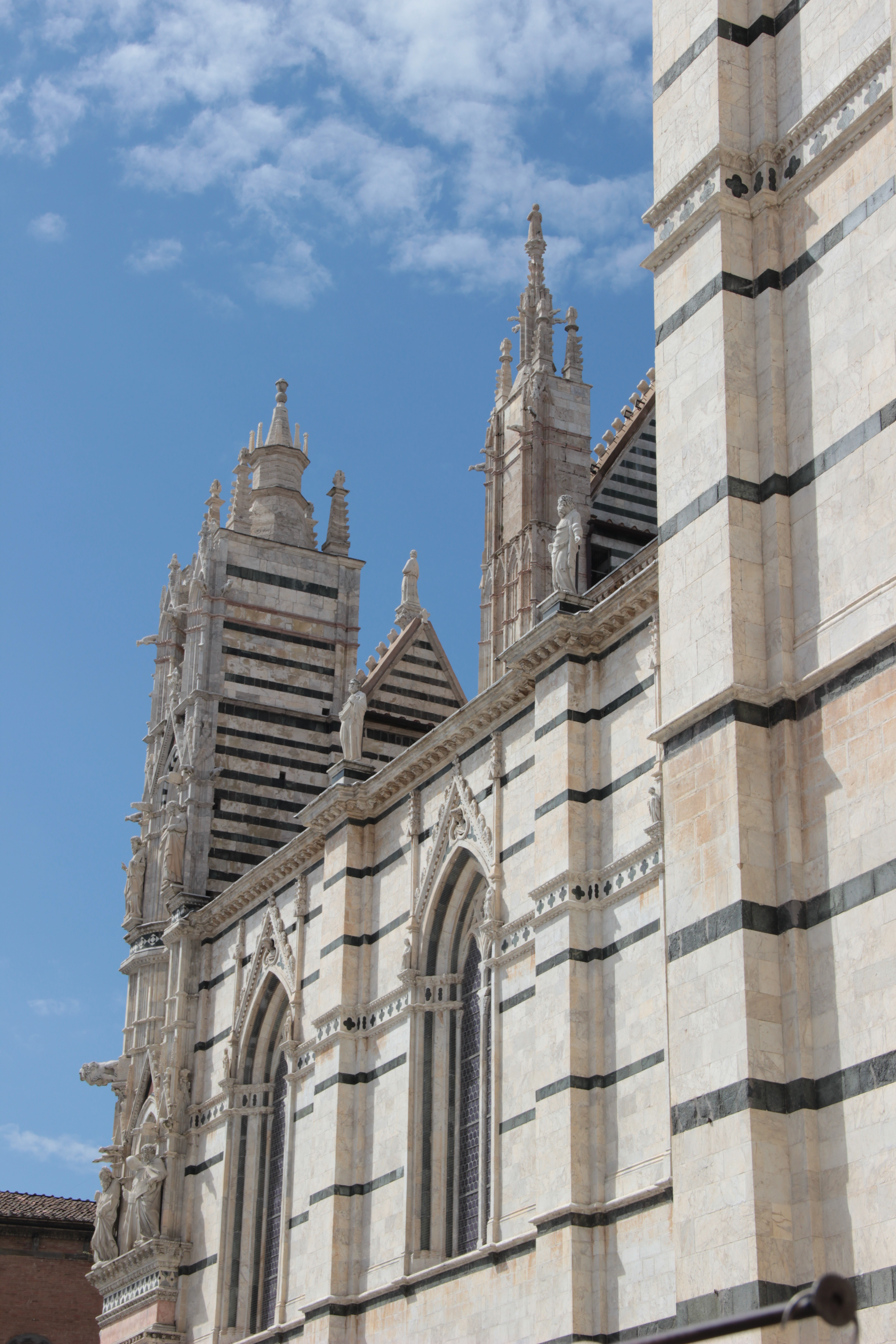
Boční loď

### Interiér

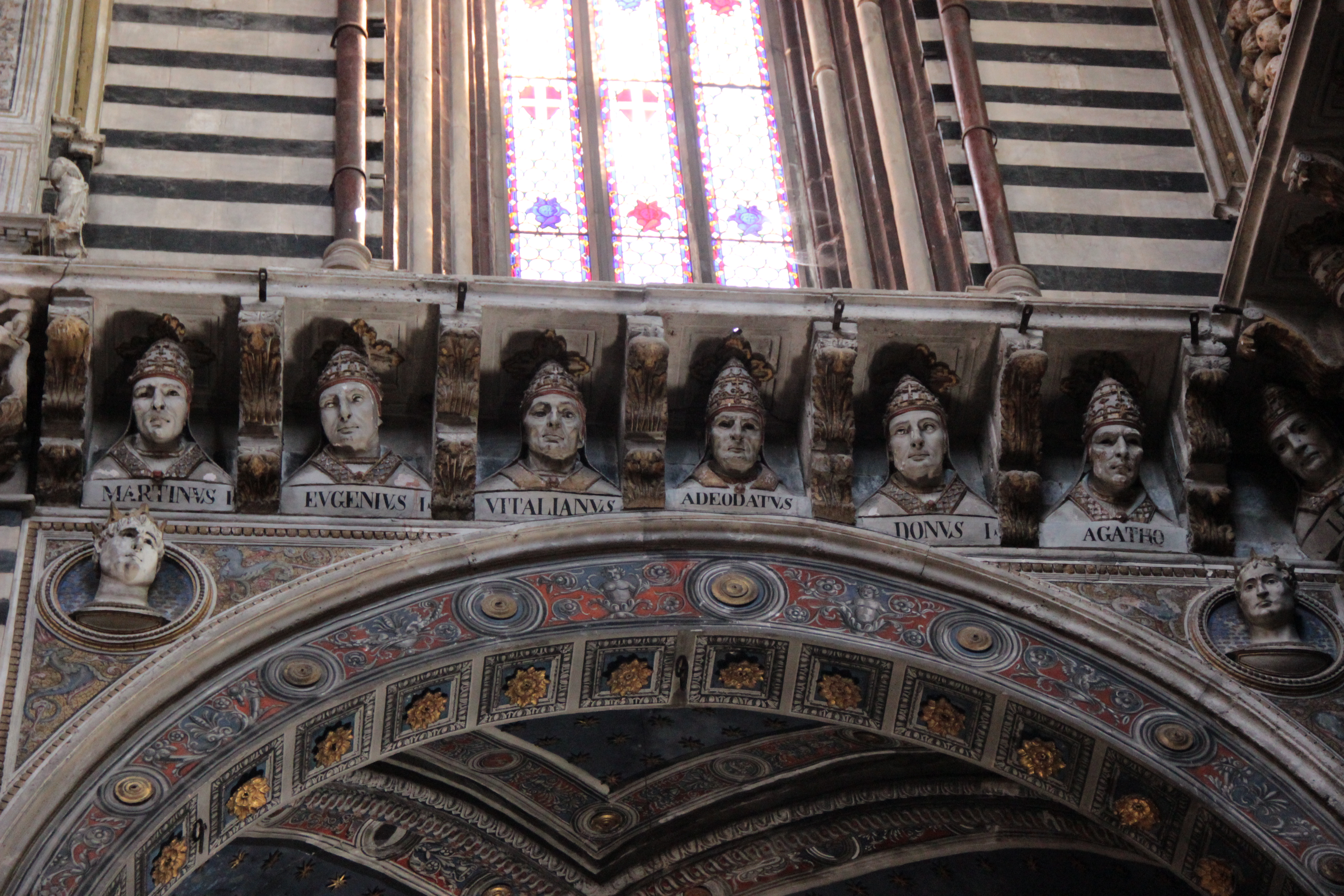
Detail - busty
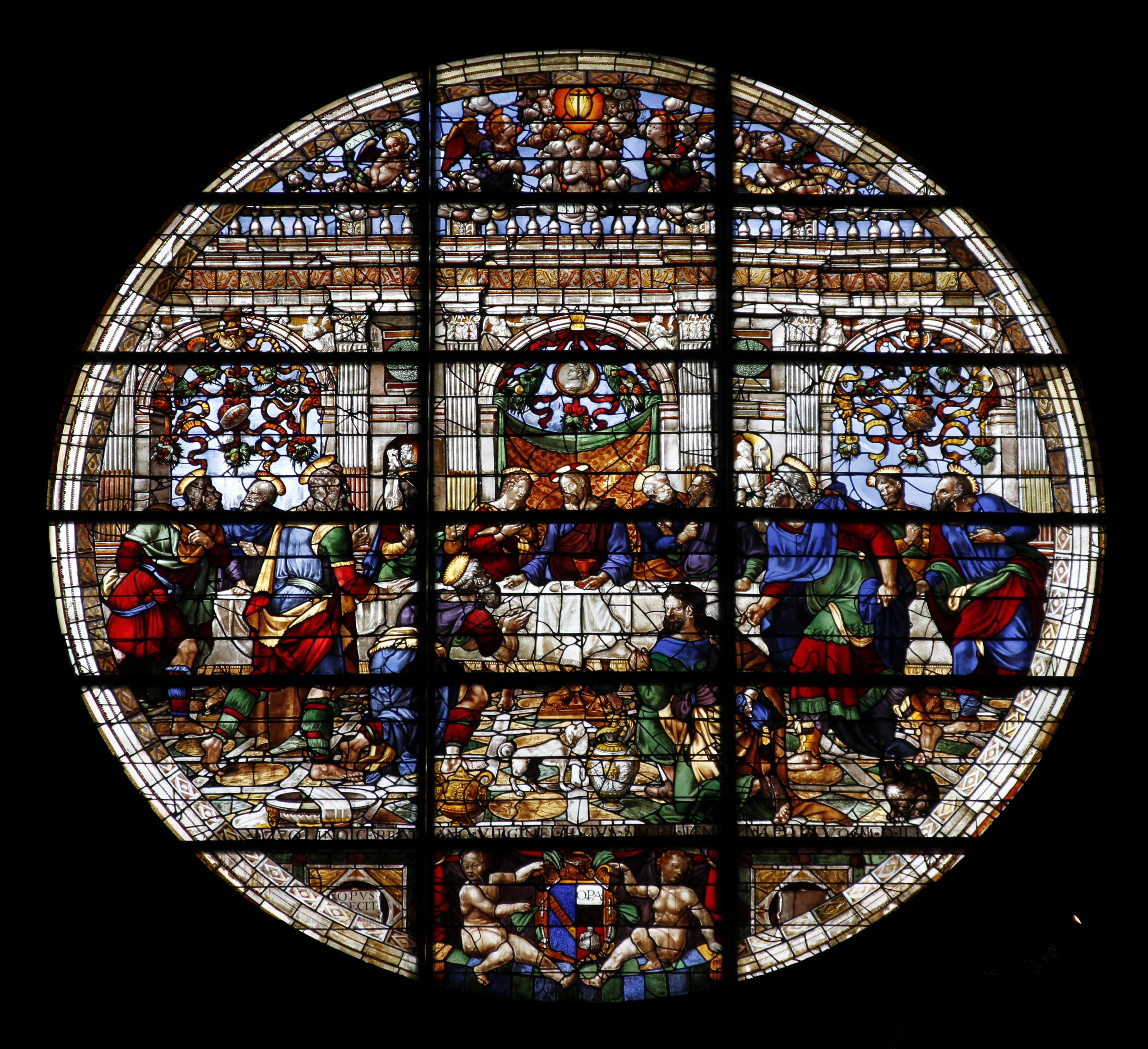
Kruhové okno
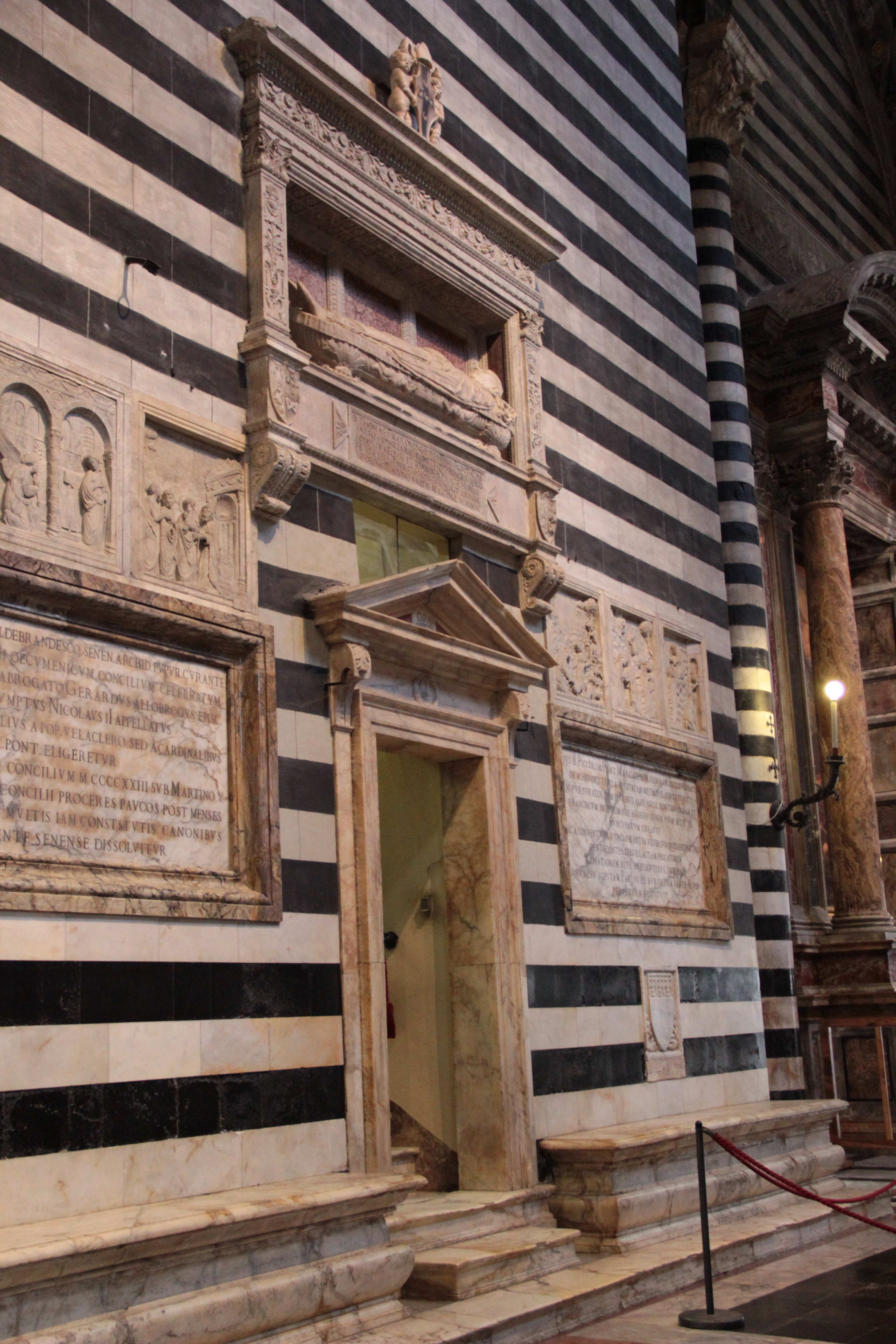
Mramorové obložení
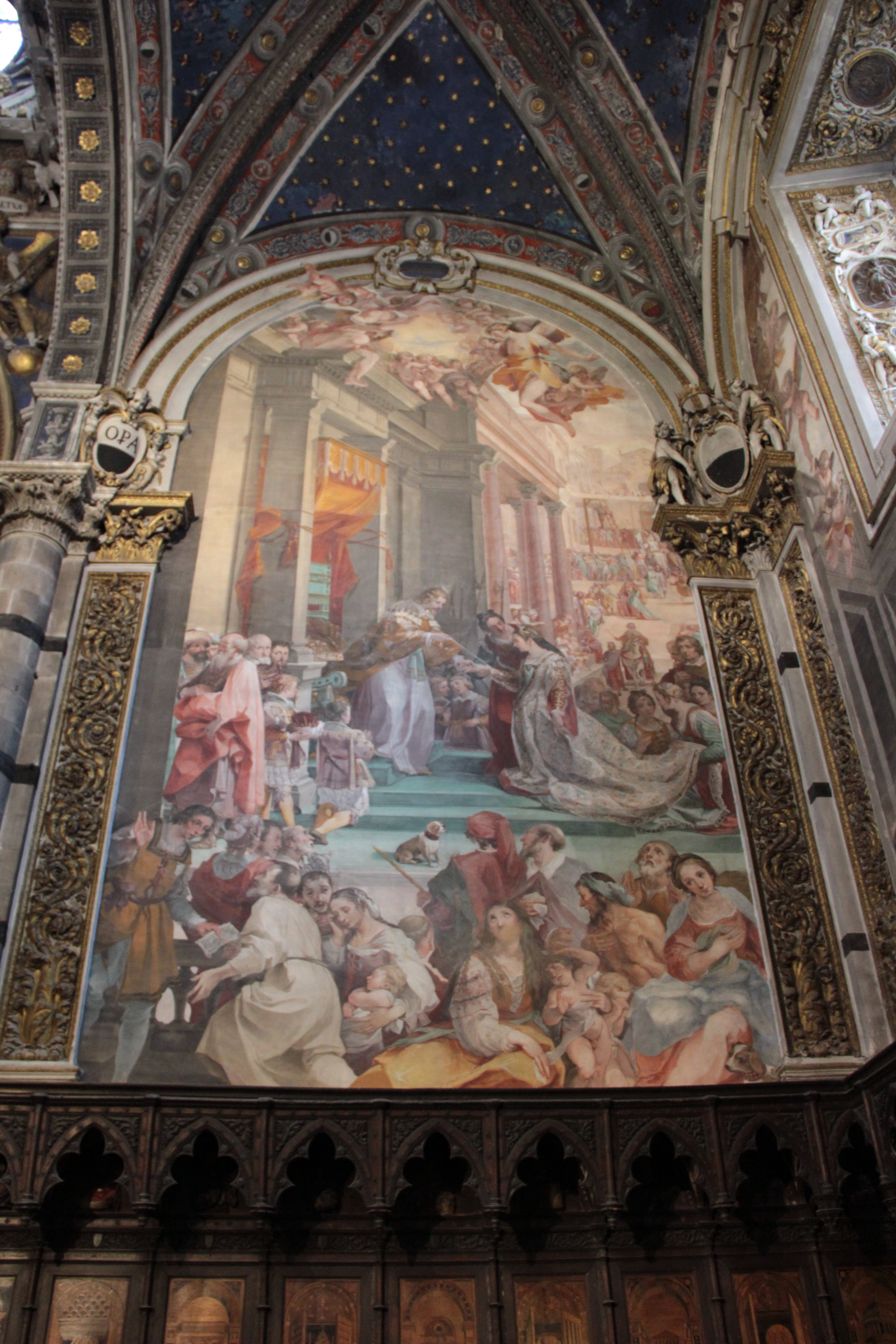
Freska v chóru
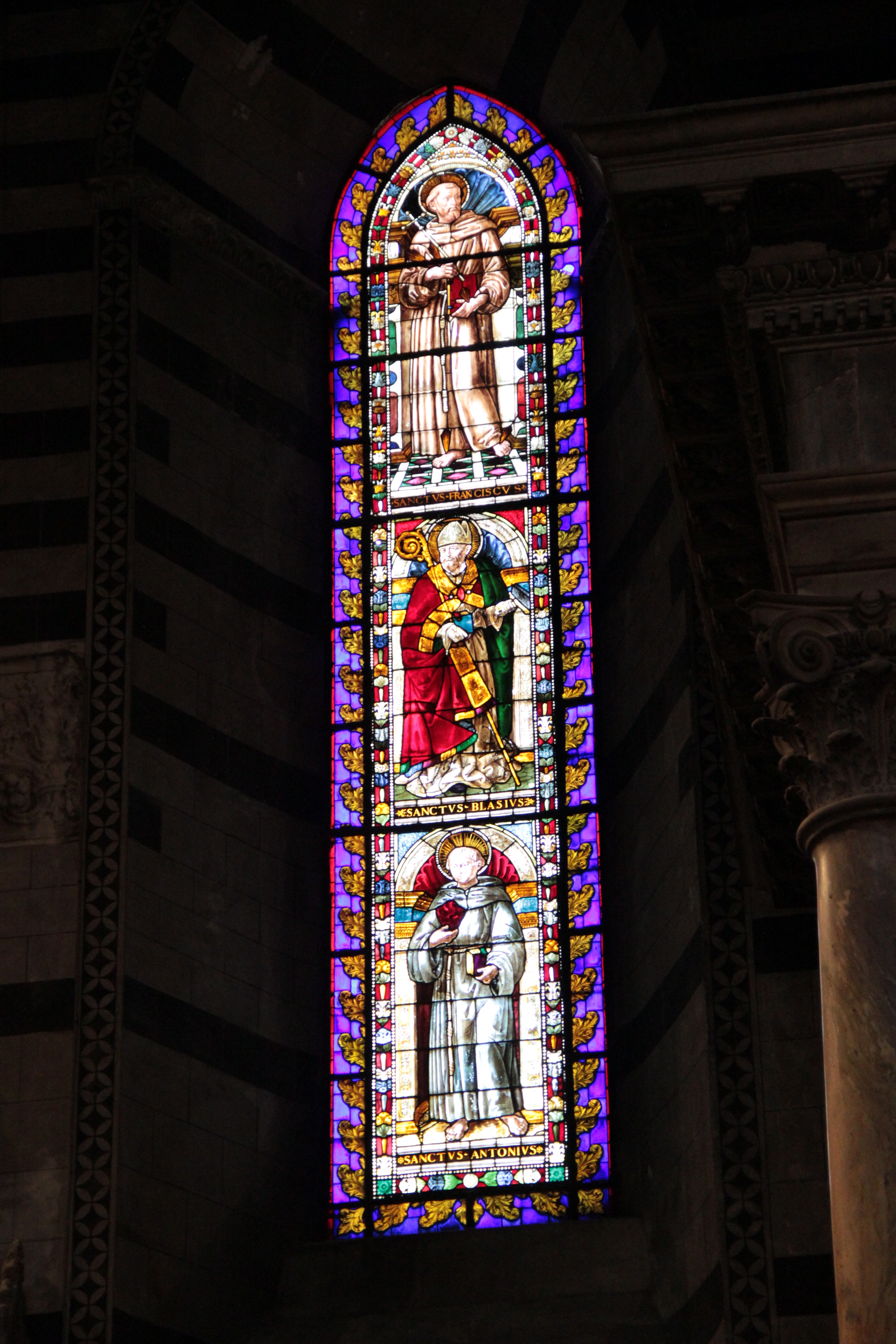
Gotické okno s vitráží
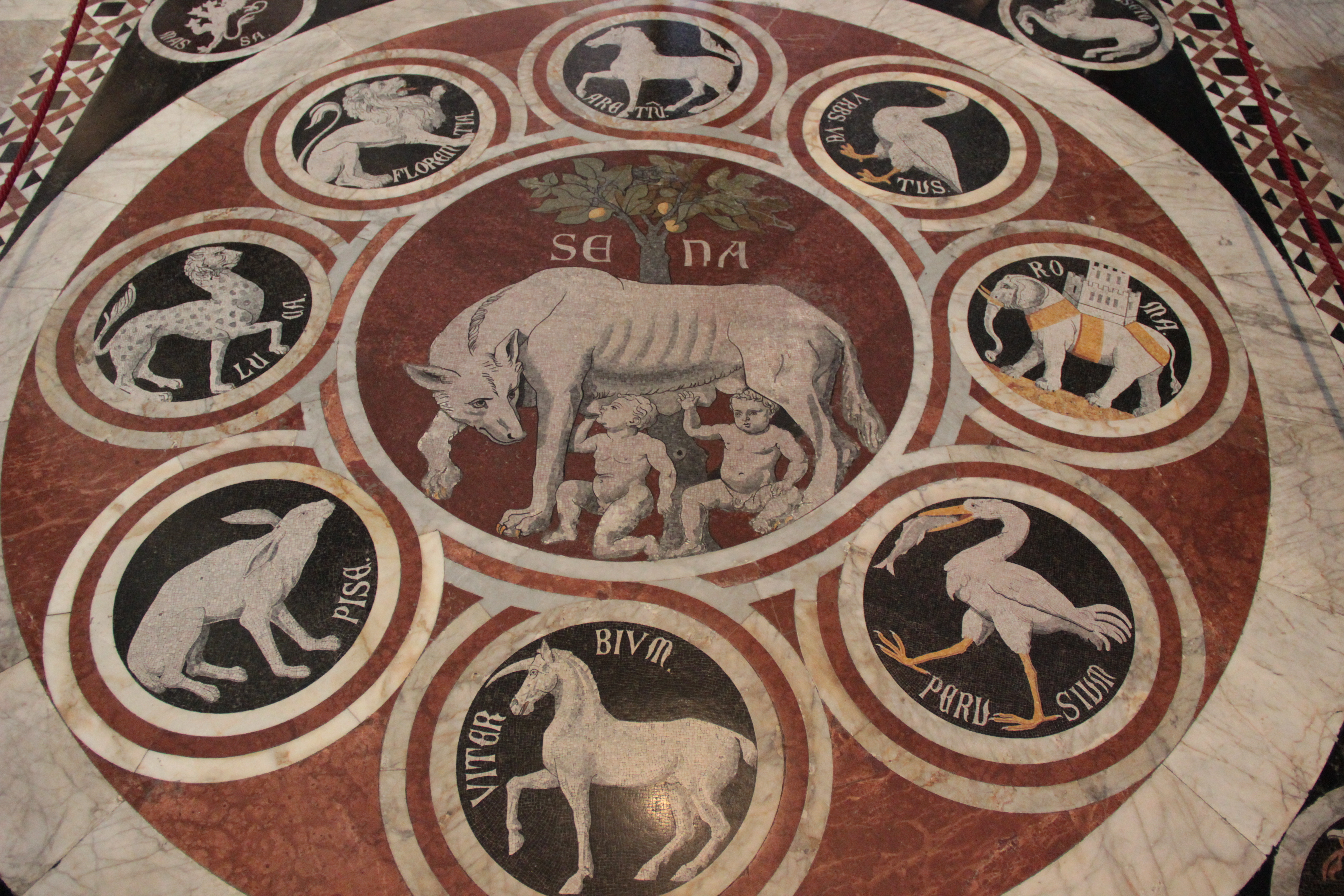
Podlaha
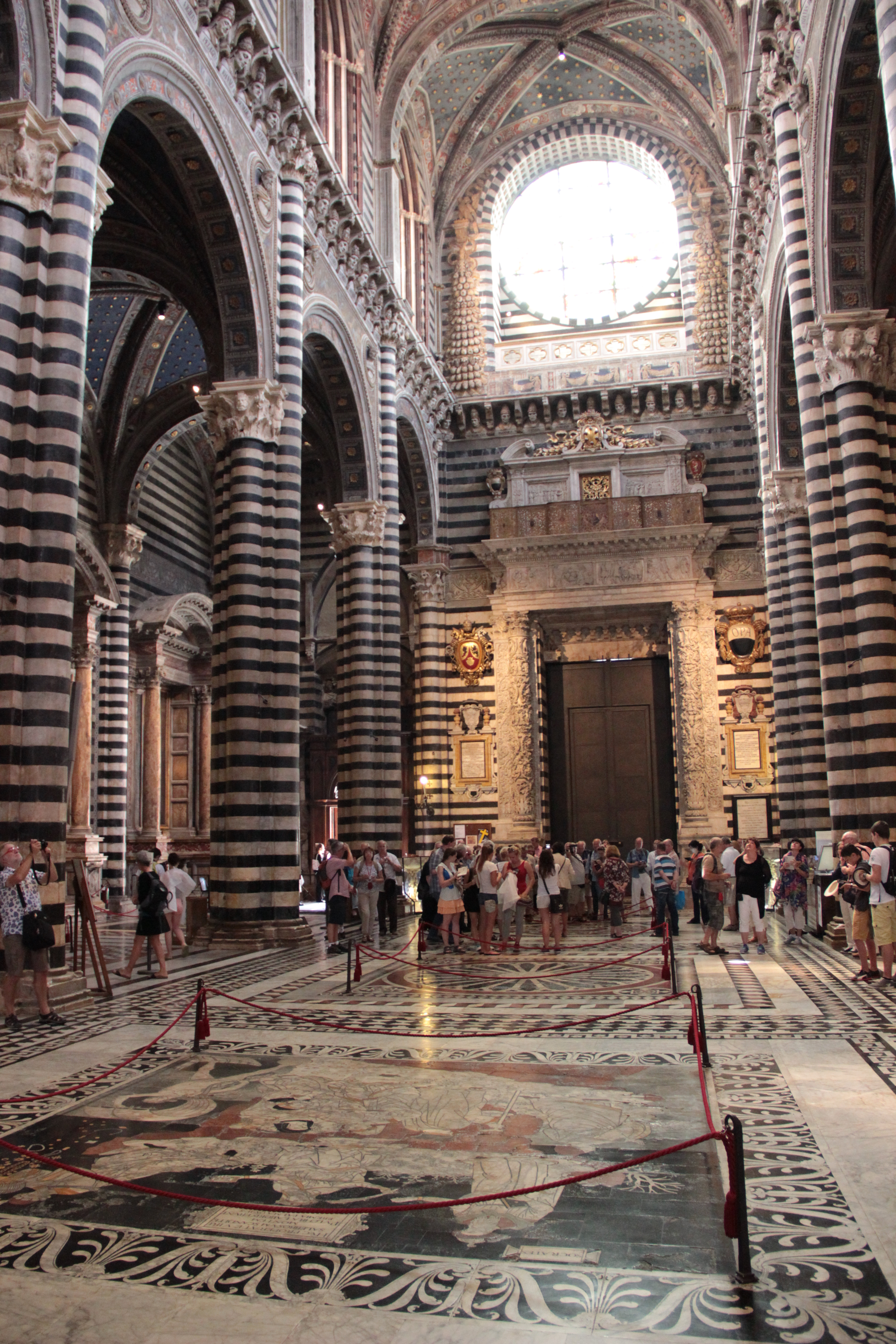
Vstupní portál
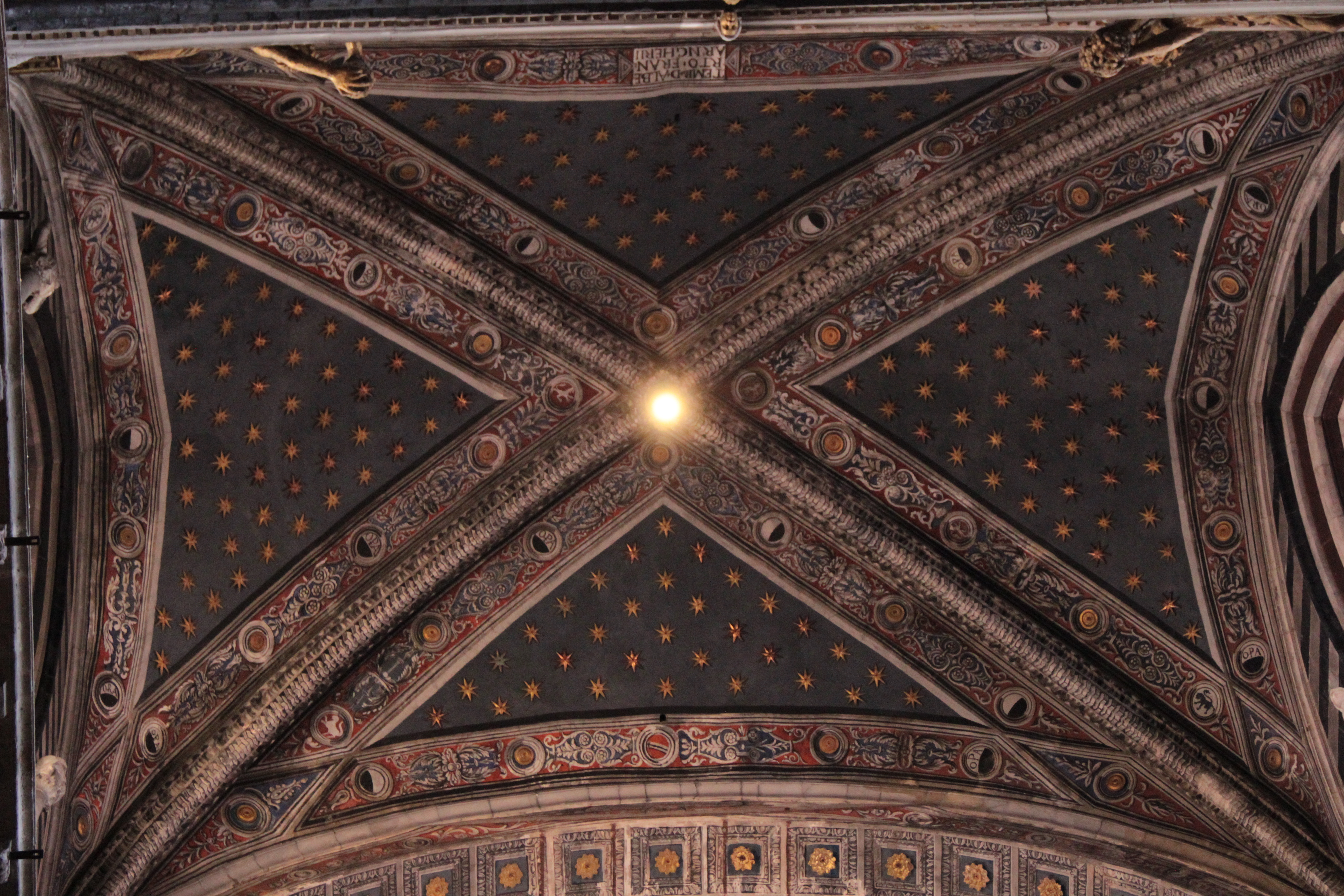
Křížová klenba

### Výtvarná díla

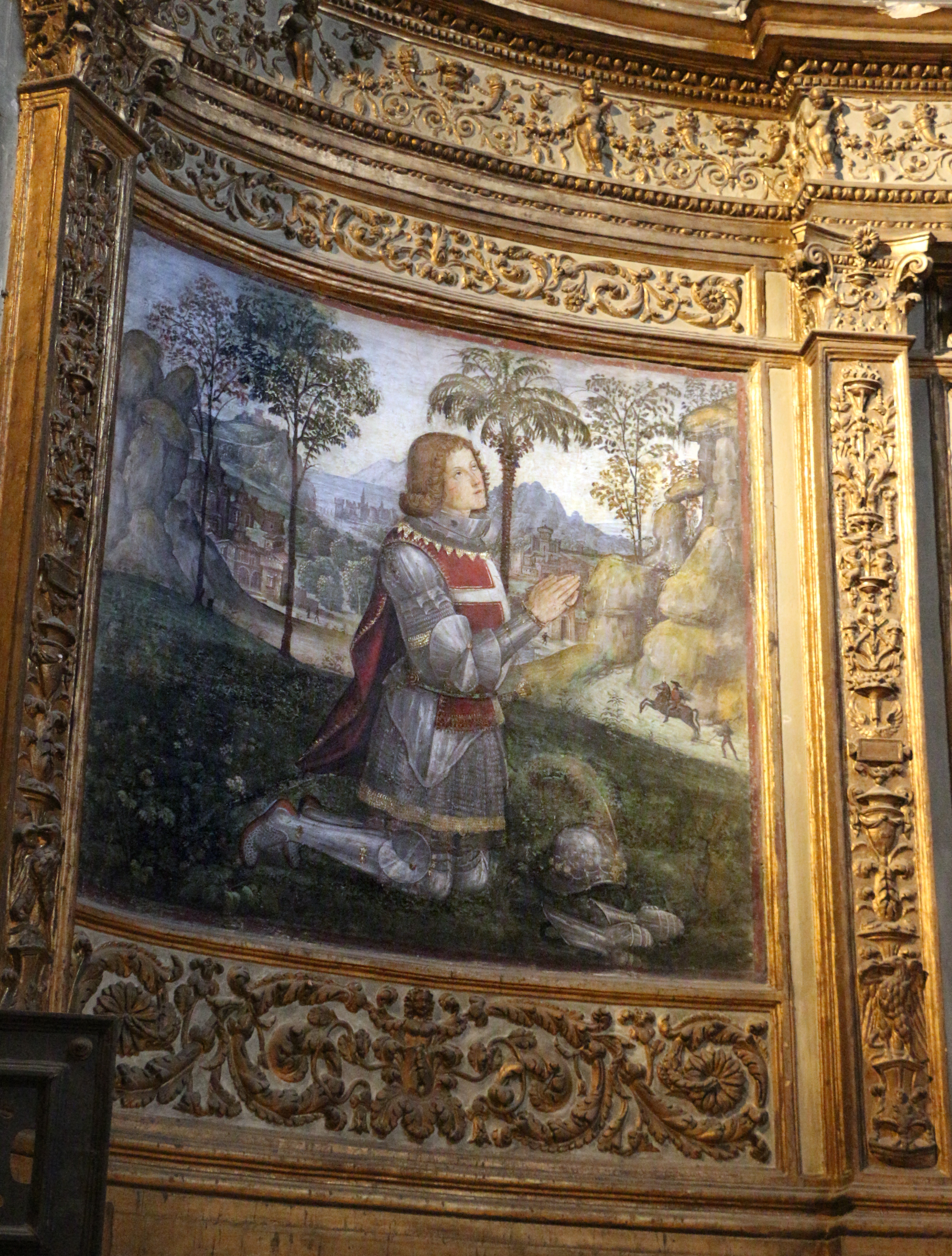
Freska od Pinturicchiho
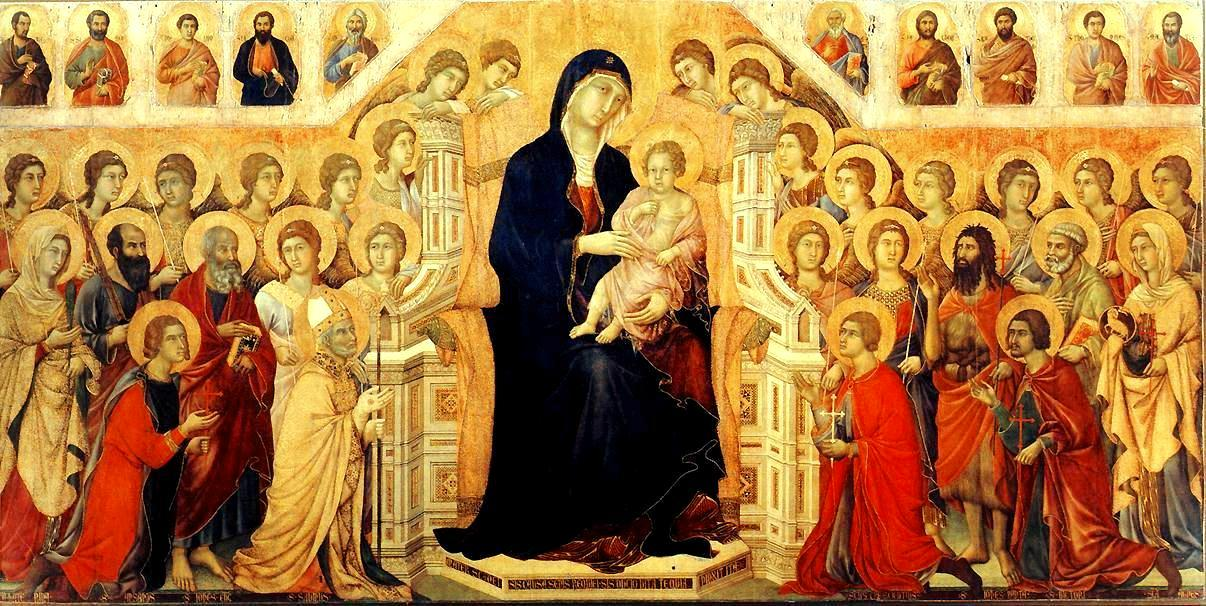
Oltář od malíře Duccia
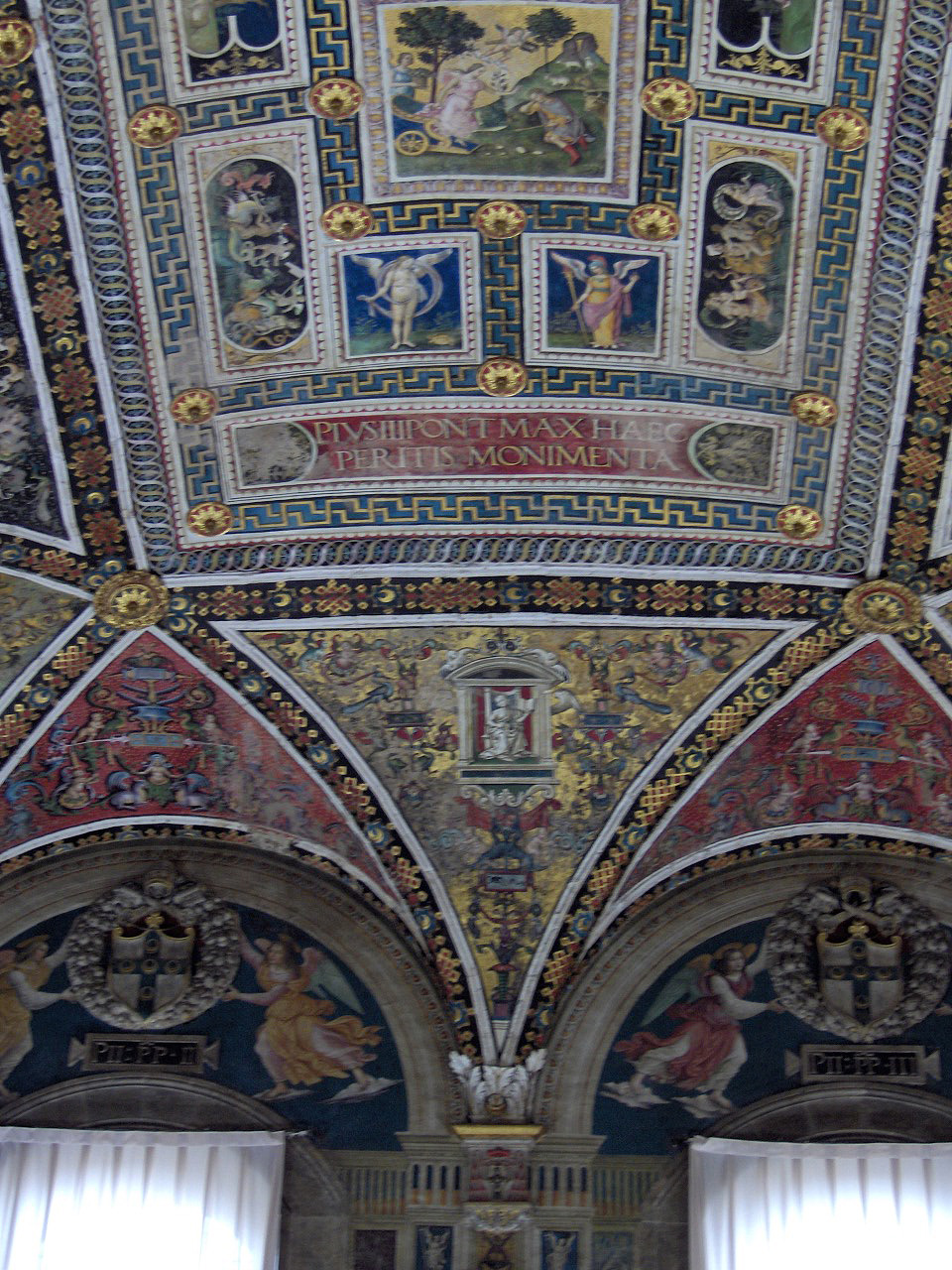
Piccolominiho knihovna
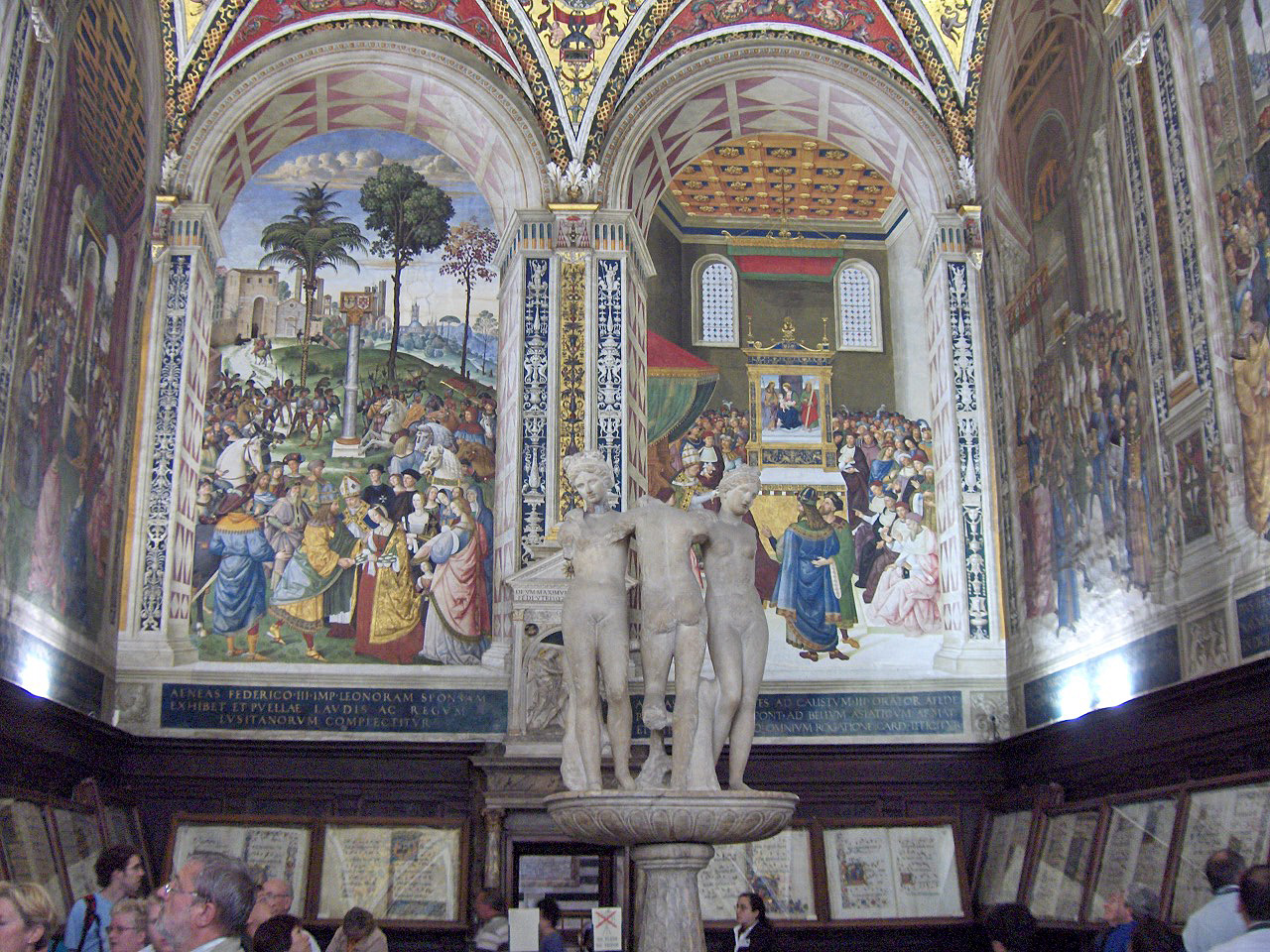
Piccolominiho knihovna
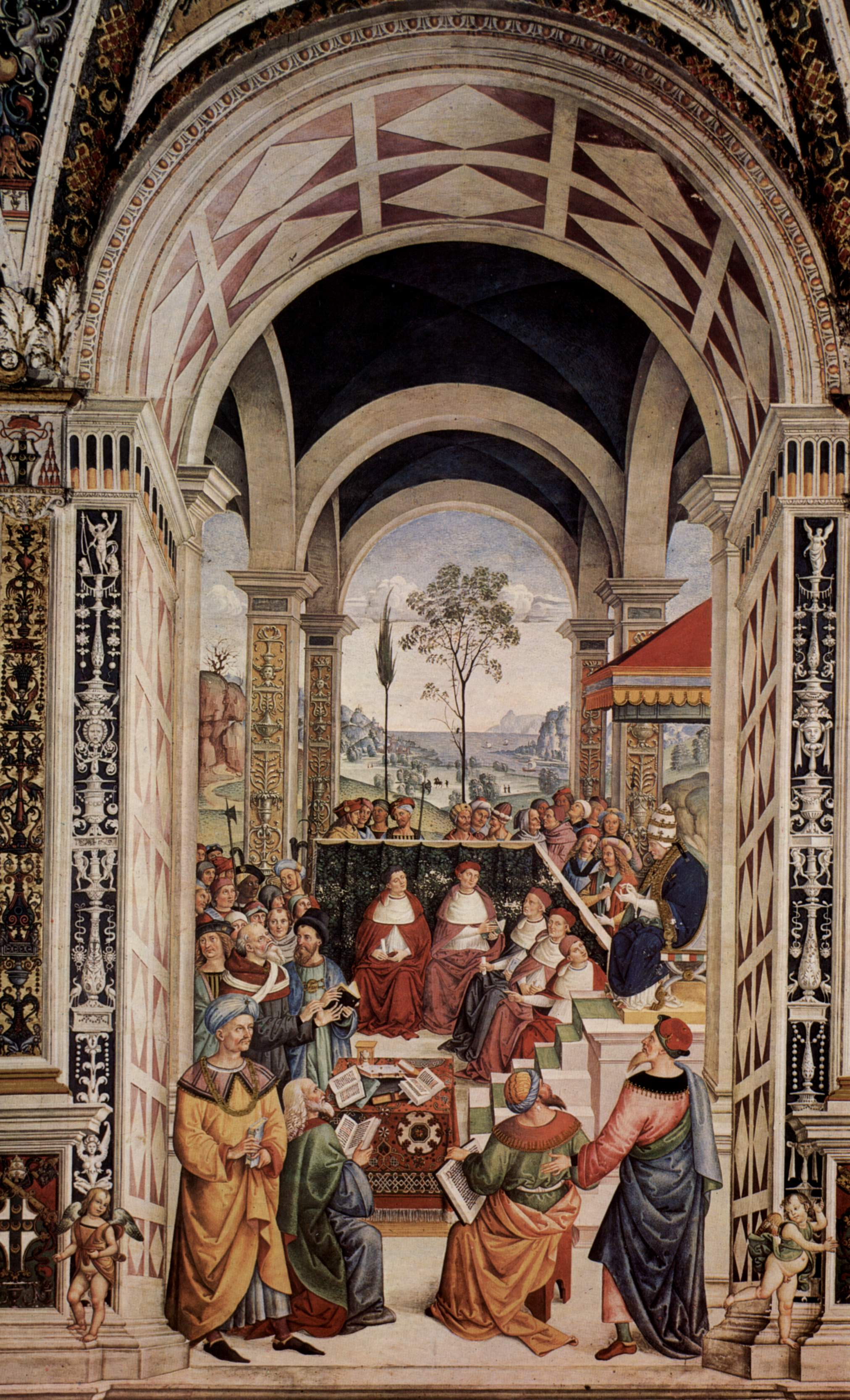
Piccolominiho knihovna-freska
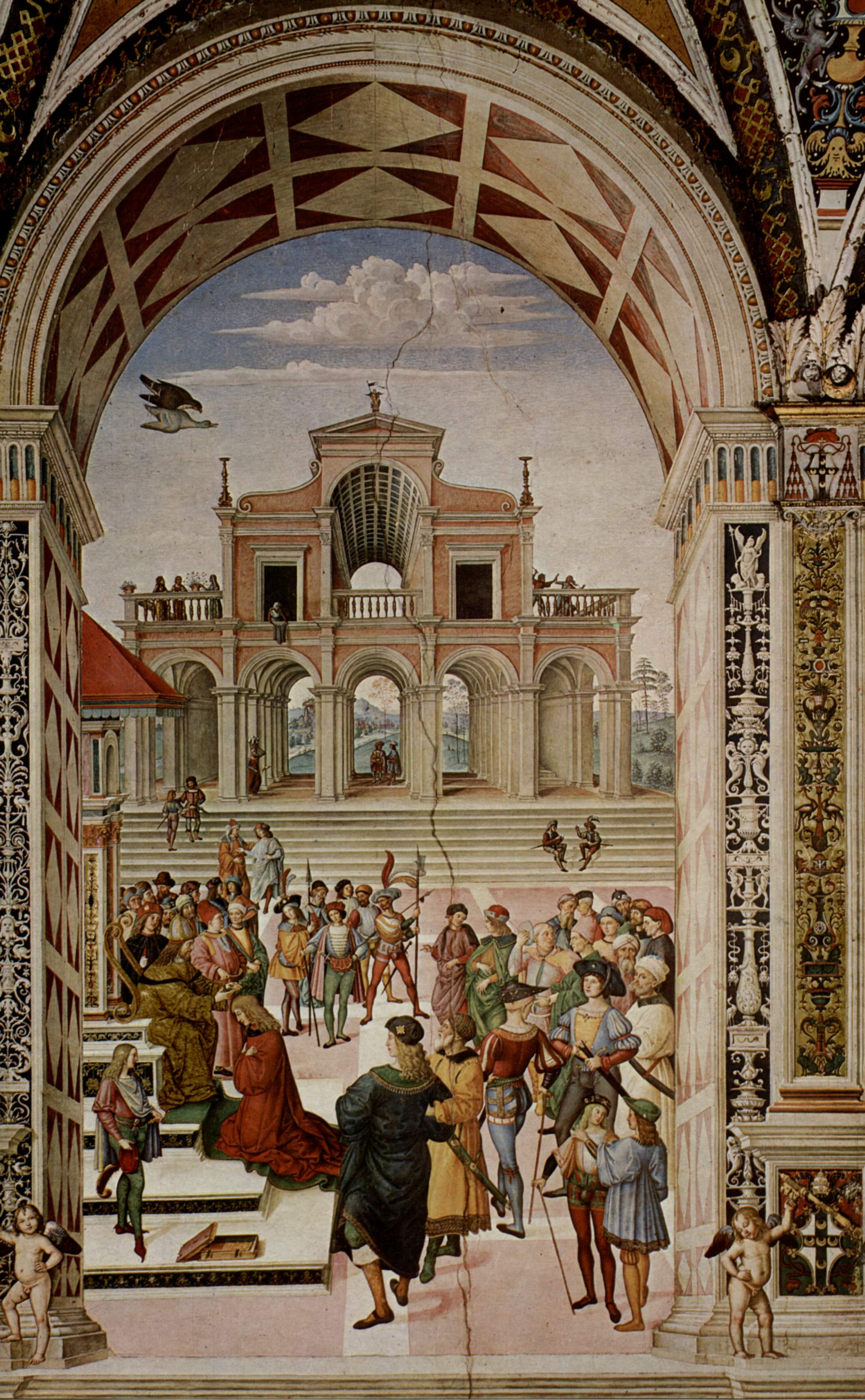
Piccolominiho knihovna-freska
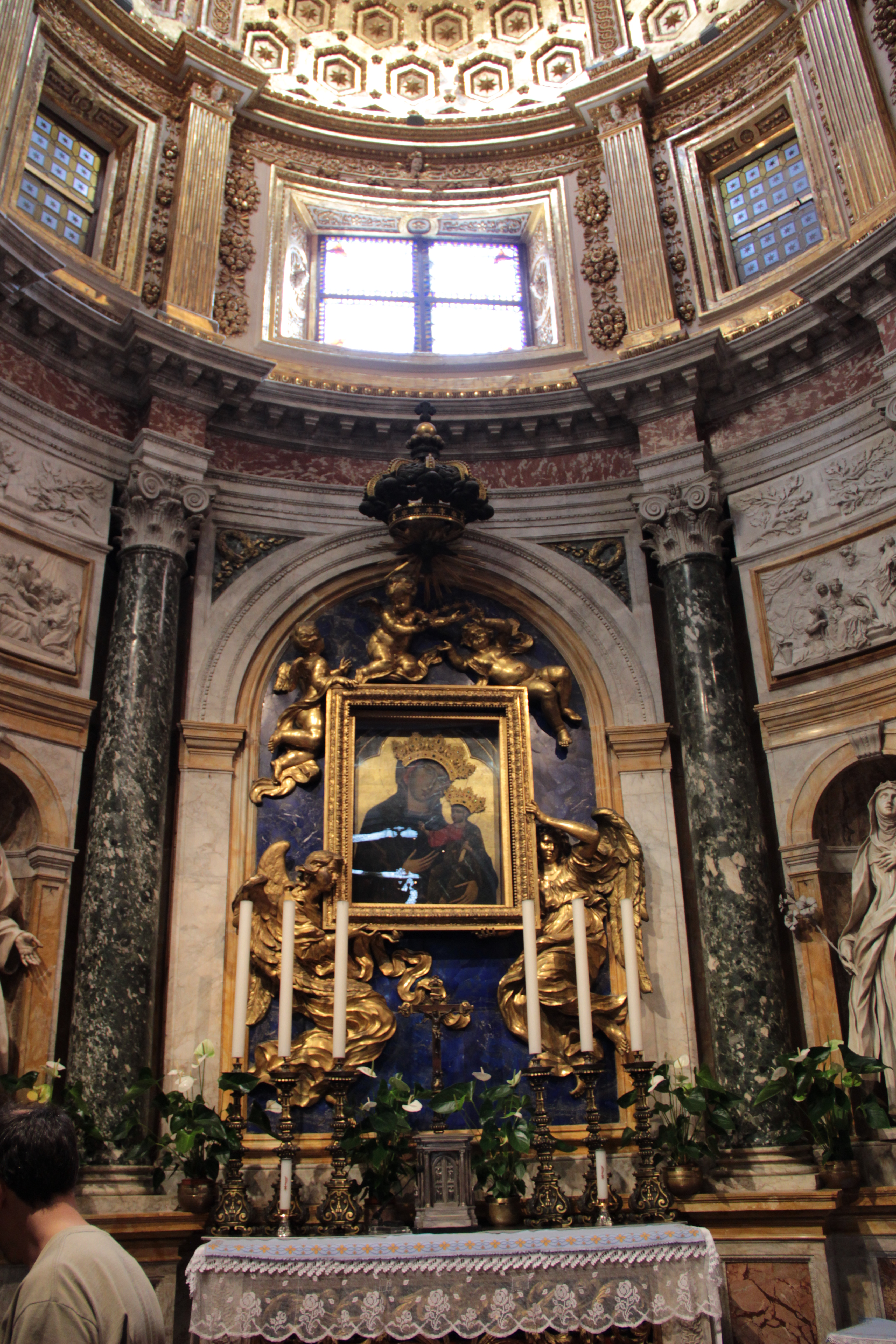
Madonna del Voto
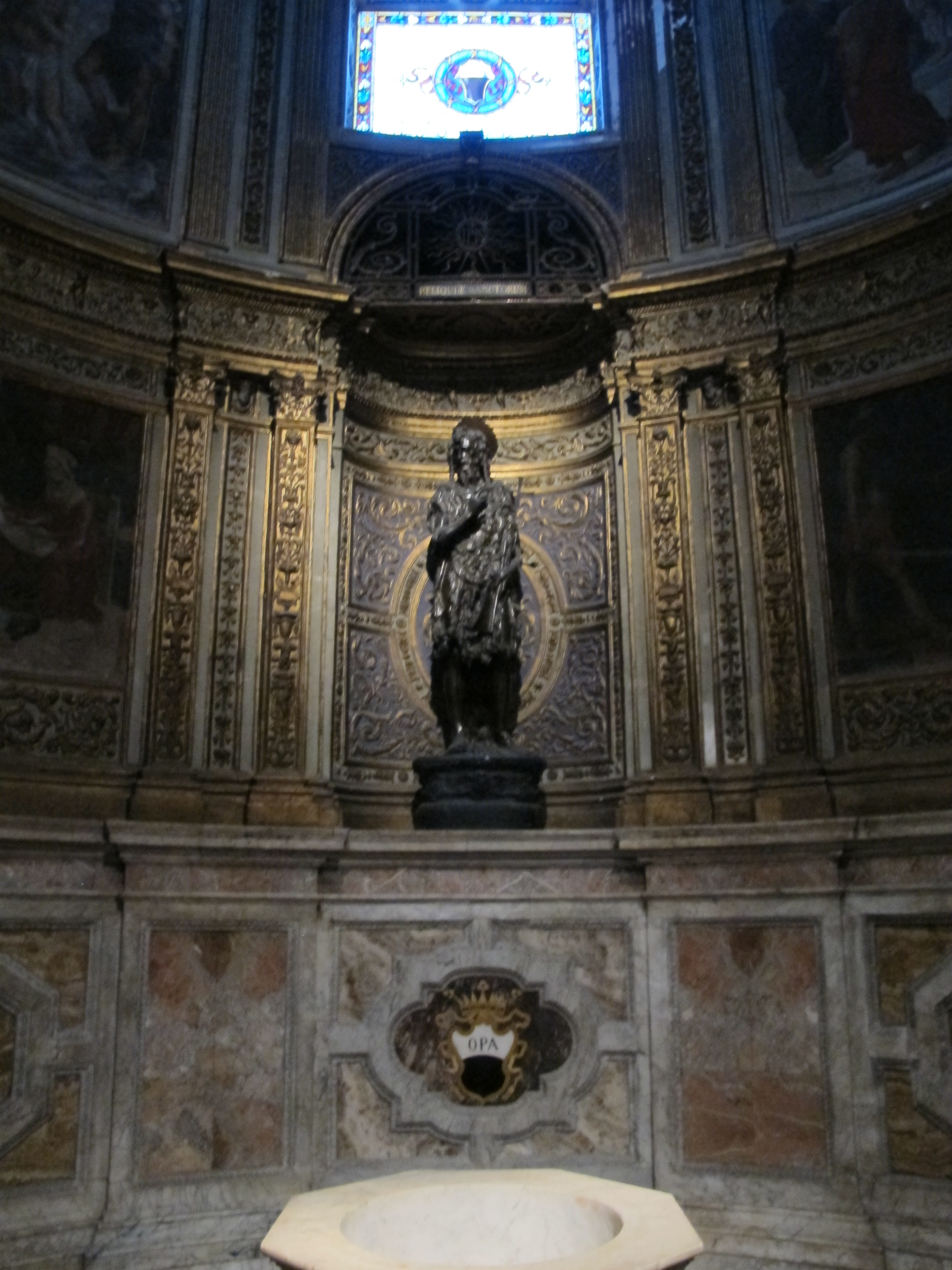
Socha Jana Křtitele